# 覇王大系リューナイト
『覇王大系リューナイト』（はおうたいけいリューナイト）は、1994年（平成6年）4月5日から1995年（平成7年）3月28日まで、テレビ東京系で全52話が放送されたサンライズ（現・バンダイナムコフィルムワークス）製作のファンタジー系ロボットアニメ。および後に発表されたOVA。原作者でもある伊東岳彦による漫画版が、『月刊Vジャンプ』に連載された。

## 概要
TV版とOVA版は、配役や設定は大体同じだが直接のつながりは無く、別の物語である。OVA版のほうが、TV版よりもややシリアスな内容である。このことは、放映当時のCMでキャラクターの口からも語られている。TV版は総集編が多い。
TV版の主人公たちは、普段はミストロットと呼ばれるタロット風のカードに封印されている「リュー」と呼ばれるロボットに搭乗して活躍する。それぞれのリューには騎士や僧侶、魔法使いといった職種（特性）があり、個性と意思を持っている。
当初は玩具を販売するためのタイアップアニメとしてスタートしたが奮わず、玩具展開は前半で打ち切られ、クラスチェンジ後のリューは発売されなかった。
敵は、別種族の邪竜族や魔族であるが、TV&ラジオドラマ・OVA・コミック版で設定に細かな違いがある。
- TV・ラジオドラマ：邪竜族は魔族の一派が分かれ別世界を作った存在。交流はほとんど無いためほぼ対立関係。兵力比は魔族2：剣聖界1：剣邪界1程度。
- OVA：魔族のみ登場。邪竜族の描写は、『レジェンドII』エンディングにおいて描かれた邪竜族と魔族の密会シーンのみ。
- コミック：魔族の中でも、かなり力のある種族が邪竜族。
  - また、漫画版では途中でアデュー、パッフィー、イズミ、サルトビの衣装が変わり、前半はOVA、中盤はTV（共に細部が多少異なる）、後半は漫画オリジナルの衣装を着ている。漫画後半での衣装のデザインコンセプトは「コスプレでの再現難易度が高い衣装（大半のパーツは魔法で取り付けている扱い）」である。

## ストーリー
騎士に憧れる見習い騎士アデュー。真の騎士になるため、「アースティア」の中心に突き刺さっている剣、通称「アースブレード」に向かい旅を続ける。旅先で出会う仲間達（魔法使いのパッフィー、忍者のサルトビ、僧侶のイズミ）と共に旅を続ける途中、アースティアの支配を目論む敵に立ち向かう。

## OVA

### 覇王大系リューナイト アデュー・レジェンド
RPG的要素を含んでいたコミカルタッチのTVシリーズと異なり、主人公アデューとその師匠のギルツを軸に展開されるヒロイックファンタジーとして製作された。
TVシリーズ及びコミック版と共通しているのはアースティアの設定と主人公格のキャラクターとリューだけで、ストーリーや敵役のキャラクターとリューは本作独自のものである。
OVA1話+TVエピソード3話の形でリリースされたOVAシリーズ。全13話。2001年12月21日には「覇王大系リューナイト アデューレジェンドMEMORIAL BOX」としてDVDセットが発売された。
あらすじ

かつて伝説の勇者達が駆け巡った超巨大な剣の突き立つ大地アースティアを舞台に、封印された魔王ウォームガルデスを復活させようと魔族がうごめく。アースティアの大地を守るためリューを使う者たちが駆け抜ける!
サブタイトル
1話(1巻) 覇王の胎動（1994年7月21日）
2話(2巻) 疾風の戦士達（1994年8月25日）
3話(3巻) 訝しの森（1994年9月24日）
4話(4巻) 大賢者の試練（1994年10月22日）
5話(5巻) 誇り高き魔族（1994年12月17日）
6話(6巻) 人魚の紋章（1995年1月21日）
7話(7巻) 暗黒の破滅（1995年2月21日）
8話(8巻) 追憶の島（1995年3月25日）
9話(9巻) 終末の伝説（1995年5月25日）
10話(10巻) 沈黙する魔女（1995年6月25日）
11話（11巻) 大地の剣（1995年7月25日）
12話(12巻) 宝珠の光（1995年8月25日）
13話(13巻) 覇道の終焉（1995年9月25日）

### 覇王大系リューナイト アデュー・レジェンドII
雪と氷に覆われたシャドゥーム王国。リュー狩りの行われるその永久凍土にリューナイトに乗る伝説の勇者が、リューを救い古えの約束を果たすため独り彼の地へ向かった。第1弾に続けてリリースされたOVA第2弾であり、アデューレジェンドのエピローグとなるエピソード。全3話。
サブタイトル
1話(14巻) 魔剣立つ大地（1995年12月18日）
2話(15巻) 悲しき聖女（1996年1月25日）
3話(16巻) 破滅の哄笑（1996年4月25日）

### 覇王大系リューナイト アデュー・レジェンド・ファイナル
TVとOVAの主要キャラクターがデフォルメされて総出演した番外編。全1話最終第17巻に収録。
サブタイトル
1話(17巻) 温泉ダンジョンの決闘!（1996年5月25日）

## コミック
- 集英社Vジャンプコミックス「覇王大系リューナイト」 全3巻
- 集英社ヤングジャンプ愛蔵版「覇王大系リューナイト コレクターズエディション」 SideA・B
  - 上記三巻を二巻にまとめたもので、新作書き下ろし漫画『それゆけ パヒ〜』『秘境なカッツェの大冒険』も収録。公式HPにて上下巻と共に設定資料および画集「SideC」の製作をほのめかす原作者の発言もあったが現在の所実現していない。
- ホーム社漫画文庫「覇王大系リューナイト」 上・下
  - 上記愛蔵版の内容に、新たにオマケページを付け足して文庫化したもの。

## CDドラマ
- 覇王大系リューナイト ティア・ダナーンの闘い 全3巻
- 覇王大系リューナイト ブラボー砦の決闘

ビデオ購入特典CD（現在はTV版DVD-BOXに収録）
- アースティア密着24時 世界まるごとリューナイト
- 続・アースティア密着24時 世界まるごとリューナイトテレビ
- 呪われたアデュー! リュー使い最大の危機!!
- 覇王大系リューナイト外伝 聖騎士の約束

## ラジオドラマ
- 覇王大系リューナイト カイオリスへの旅立ち CDドラマ全4巻
  - 1995年に放送。TV版のその後の話で、アデュー達、邪竜族と魔族の戦いを描く。

| 文化放送 金曜25:30 - 26:00       | 文化放送 金曜25:30 - 26:00                      | 文化放送 金曜25:30 - 26:00             |
| 前番組                           | 番組名                                          | 次番組                                 |
| -------------------------------- | ----------------------------------------------- | -------------------------------------- |
| ぼくのマリー （1995年7月 - 9月） | 覇王大系リューナイト （1995年10月 - 1996年4月） | ぼくのマリ－WARS!! （1996年4月 - 9月） |

## ゲーム
- 覇王大系リューナイト ロードオブパラディン （1994.12.22、スーパーファミコン用RPG）
  - 町の人々のセリフをプレイヤーが入力できるシステムが特徴的であった。TV版を基準として新たなストーリーが作られている。
- アースティア・サーガ ラーサー・レジェンド （1996.5.25、Windows 3.1/95用、Macintosh LCシリーズ用アドベンチャーゲーム）
  - OVA版の前史にあたる。エンシルガット大陸の東南、ゼルテニス王国最年少の騎士であった若き日のラーサーの冒険を描いた作品。
  - 監督・絵コンテ・演出-土器手司、キャラクター・美術デザイン-木村英文、メカニカルデザイン-中沢数宣、シナリオ-面出明美、作監(アニメパート)-磯野智、制作-ヘッドオフィス、制作著作-サンライズ、バンダイビジュアル
- スーパーロボット大戦NEO （2009.10.29、Wii用シミュレーションRPG）
  - スーパーロボット大戦シリーズの一つ。異世界パートの土台となっている。
  - 原作者でもある伊東岳彦は予約特典の『スーパーロボット大戦NEO Official Reference Book』のインタビューで、今後『リューナイト』が参戦する場合はマジンカイザーの様に新しいリューをデザインしたいと話している。また、このインタビューにて「伊東がスパロボを嫌っているため、リューナイトを含む自分の作品は出さない」というネット上の噂を否定している。なお、噂の真相はシリーズ初期の参戦作品がガンダムシリーズに偏っていたことへの苦言であったとのこと。
- スーパーロボット大戦Operation Extend （2013.7.18、PlayStation Portable用シミュレーションRPG）
- スーパーロボット大戦X-Ω（2019.8.16、iOS / Android用アクションRPG）
  - 2019年8月の期間限定参戦。

## スタッフ
- 企画：サンライズ
- 原作：伊東岳彦、矢立肇
- シリーズ構成：星山博之
- キャラクター原案：伊東岳彦、小出拓
- キャラクターデザイン：そえたかずひろ
- メカニカルデザイン：中沢数宣、石垣純哉
- デザインワークス：神宮寺一
- 美術監督：加藤浩
- 色彩設定：加瀬結起（エムアイ）、片山由美子
- 撮影監督：土岐浩司、千葉英樹
- 編集：辺見俊夫
- 音楽：兼崎順一、大島ミチル、奥慶一、佐橋俊彦
- 音響監督：田中英行
- 音響制作：オーディオ・タナカ
- 音楽制作/協力：ビクターエンタテインメント、テレビ東京ミュージック、サンライズ音楽出版
- プロデューサー：小林教子（テレビ東京）・小水流正勝（創通エージェンシー）・富岡秀行（サンライズ）
- 監督：川瀬敏文(TVシリーズ)・池田成(OVA)
- 製作：テレビ東京・創通エージェンシー・サンライズ・バンダイビジュアル(OVA)

## 登場メカ

### リュー
各機に共通する外見的特徴として、正面から見ると星型に見えるフォルム（肩、足、頭部がそれぞれの辺を形成する）、背中のバックパックの宝玉（あたかもキャノピーの様に見える）に吸い込まれるように搭乗する形式がある。頭身が低く全高は10mに満たない。
テレビ版で活躍したリューは主に8体(第29話に登場した、邪龍族に捕獲された、搭乗者のいないリューも含めれば更に複数体存在する)だが過去の邪龍族との戦いでは遥かに多数のリューが使われていたらしく、アデュー達の迎撃に対し邪龍族側が「他に本隊がいるかもしれない」と警戒する場面がある。
リューナイト・ゼファー
属性:戦士 材質:魔法金属 エネルギー:ミスト･ルーン
全高:485シン 重量:2250ズッシリ 最高出力:166000ヤルキ
最高速度:45000ビューン 最大魔法力:3150ルーン 最大防御力:5722ガッシリ
アデューが呼び出すナイトのリュー。性格は気位は高いが正義漢。攻撃力と防御力が高い。
操縦法がメディアによって若干異なり、漫画版はシートに座り操縦桿により操作し、OVAはこれに剣の動きをトレースする光の剣のようなものが加わる。
TV版は完全なモーショントレース式（設定上は非戦闘時はコクピットが変形し、シートに座って操縦する）。
後にアデューがパフリシアの国王になったことにより、ゼファーもパフリシア専属のリューとなった。
OVA版では「ゼファー」という呼称は使われなかったが、ギルツが教えなかっただけで設定上の名称はゼファーのまま。カラーリングはかなり異なる。
また漫画版もスワンの指示とアデュー自身の願掛けからゼファーとは当初呼んでおらず、正式名称が公表されたのはVジャンプ誌上でのTV版製作発表時である。
- 装備
  - 「覇翔の剣」「炎熱の盾」

- 必殺技
  - 覇翔斬り（クラッシュドーン） - 全身に闘気を纏い、敵に突撃する技。CDドラマ「聖騎士の約束」において初めて搭乗したアレクがいきなり使用している。
  - トルネードアタック　真っ向から両断する技。
  - ファイヤークラッシュドーン - マジドーラと協力して使う魔法剣。　ラジオドラマ版では自力での発動を会得している。
  - 重閃爆剣（メテオ・ザッパー） - 上空から剣を振り、光の玉を発生させて敵にぶつける大技。なお、TV版ではクラスチェンジしないと使えなかった｡

リューニンジャ・爆烈丸
属性:忍者 材質:魔法金属 エネルギー:ミスト･ルーン
全高:390シン 重量:1530ズッシリ 最高出力:125000ヤルキ
最高速度:67300ビューン 最大魔法力:6425ルーン 最大防御力:4949ガッシリ
サルトビが呼び出す忍者のリュー。非常に素早く豊富な武器を持つ。プライドが高く善悪に興味なく任務を遂行する性格。TV版では元々は裏陰流が所有していたリューだったが、忍者というより盗人同然である彼らを見かねた佐助が取り上げたという経緯がある。　
- 装備
  - 忍者刀「爆狼」・巨大手裏剣「裂岩十字」・超手榴弾「爆火筒」・クナイ・投げクナイ・手裏剣・鎖分銅・ケムリ玉・火術玉など。

- 必殺技
  - 轟乱舞斬（パイル・エクゼクター） - 高速回転しながら突っ込んでいく技。

リューメイジ・マジドーラ
属性:魔法 材質:魔法金属 エネルギー:ミスト･ルーン
全高:462シン 重量:2040ズッシリ 最高出力:107000ヤルキ
最高速度:38800ビューン 最大魔法力:7836ルーン 最大防御力:4058ガッシリ
パッフィーの呼び出す魔法使い（精霊使い）のリュー。ややシニカルな性格だがパッフィーのお願いには弱い。攻撃魔法のエキスパートで、特に電撃系の呪文を得意とし、魔法による援護が主な役割だが、接近戦もこなせる。パフリシアに古くから伝わる由緒正しき王族用ということもあり分析、情報処理能力に優れる。
コクピットには魔法書の他、ぬいぐるみが大量に置かれている。
企画初期名は「マジドール」という名称だった。
- 装備
  - 「ルーンの杖」「精霊を操る珠」

- 魔法
  - 「ホノオン（炎系）」「ヒュント（風系）」「フルム（水系）」「キラリン（光系）」「ライダース（雷系）」

漫画版では飛行能力を持つ。
リュープリースト・バウルス
属性:奇跡（ミラクル） 材質:魔法金属 エネルギー:ミスト･ルーン
全高:442シン 重量:2490ズッシリ 最高出力:138000ヤルキ
最高速度:35100ビューン 最大魔法力:7503ルーン 最大防御力:6350ガッシリ
イズミ僧侶のリュー。回復魔法のエキスパートであり、防御力はゼファーを上回る。癒し、力、防御、浄化などの奇跡が使える。
性格そのものはボーっとしている。
OVA版ではクラスチェンジ無しに飛行能力を持つ珍しい機体。ある意味最も乗り手の精神を選ぶリューと言われる。
- 装備
  - 「大地のメイス」2本、「慈愛の盾」（漫画版+OVA版）

リューチーフ・シャインバラム
属性:戦士 材質:魔法金属 エネルギー:ミスト･ルーン
全高:453シン 重量:2147ズッシリ 最高出力:151000ヤルキ
最高速度:56300ビューン 最大魔法力:5423ルーン 最大防御力:4738ガッシリ
グラチェスの呼び出す、斧を武器とする闘士のリュー。頭部にインディアンを思わせる赤い羽根飾りを付けている。誇り高く仲間思いな性格。
漫画版では当初既にクラスチェンジ済みという設定。
- 武器
  - 「輝きの斧」2本

- 必殺技
  - 「ダブルトマホークブーメラン・ロンド」「シャイン・クェーカー」「ブーメランロンド」「シャイニングフーガ」

リューガンナー・デリンガー
属性:ガンマン 材質:魔法金属 エネルギー:ミスト･ルーン
全高:385シン 重量:2003ズッシリ 最高出力:122000ヤルキ
最高速度:47300ビューン 最大魔法力:5832ルーン 最大防御力:4536ガッシリ
カッツェの家に代々伝わるガンマンのリュー。唯一の複座式。漫画版では「イエーガー」という名前である（当初鼻が無かったが単行本で修正されている）。
飛び道具のエキスパート。武器は二丁の5連装拳銃（装弾はピースメーカーに近いイジェクションゲート方式）と散弾銃。拳銃は先付けのグレネードを使用できる。リュー用の銃弾は召喚とは別に調達する必要があり守銭奴のカッツェが金食い虫のこの機体を愛用している理由は謎。他のリューは限定的ながら飛行能力があるが、この機体にはないらしく、ゴブリンの落とし穴にはまったときはゼファーと爆裂丸に助け出されていた。漫画ではトレジャーハンターなカッツェとは少々相性が良くないため、後にレイダー（宝物狩人）形態を会得している。邪竜族戦後TV版ではヒッテルが管理、漫画版ではカッツェが継続して使用している。イタズラ好きな性格。
リューサムライ・疾風丸
属性:侍 材質:魔法金属 エネルギー:ミスト･ルーン
全高:440シン 重量:2500ズッシリ 最高出力:158000ヤルキ
最高速度:40500ビューン 最大魔法力:3138ルーン 最大防御力:4733ガッシリ
月心の呼び出す武士のリュー。戦国時代の足軽を思わせる外見で、イズミには「東方の騎士型」と呼ばれた。武器は日本刀（太刀）と合口（小太刀）と槍。必殺技は「ムーン・クラック」「隼返し」「秘技・疾風突き」「秘流・正眼崩し」。正々堂々とした戦いを好む。
ダークナイト・シュテル
属性:魔法剣士 材質:魔法金属 エネルギー:ミスト･ルーン
全高:489シン 重量:2299ズッシリ 最高出力:169000ヤルキ
最高速度:44000ビューン 最大魔法力:9449ルーン 最大防御力:6969ガッシリ
邪竜時：全高:489シン 重量:2299ズッシリ 最高出力:199000〜ヤルキ
邪竜時：最高速度:89900〜ビューン 最大魔法力:14944〜ルーン 最大防御力:12839〜ガッシリ
ガルデンの呼び出す暗黒のリューナイト。リューナイトの戦闘力とリューメイジの魔力を併せ持つ強力なリュー。TV版ではリューを改造したドゥーム、漫画版ではリューとドゥームの合成品という設定。
クラスチェンジ後の姿が、TV版と漫画版で異なる。漫画では攻撃的で残忍な性格だが、TV版の元となったリューはティア・ダナーンを救うため他のリューに呼びかけるなど良心を残している。
- 装備
  - 魔剣「ヨグ・ソード」（漫画版ではランス）　肩部からビームを撃つ事もできる。

- 必殺技
  - 「ライダース・ソード」「メガストソード」「ライダース・ブレッド」
  - 「クラッシュドーン」 TVゲーム『ロードオブパラディン』のみ。更に強力な邪竜形態に変形できる（胸部に邪眼が出現、更に尻尾を伸ばして完成する。邪眼はビームを発射できるが実はこの部分の装甲がかなり薄く弱点になっている）。

リューマーメイド
アデューレジェンドに登場。人魚族のキリオの乗る下半身が魚の形をしたリューで、海での活動を得意とする。ただし戦闘にはあまり向いていない。召喚はキリオの持つ槍を掲げると海の中から現れる。
リュービショッブ
アデューレジェンドに登場。古の昔ダークドゥームと戦い、相打ちとなった程の強力な力を持っていたリュー。アデューの流れついた島に半壊状態で長い年月眠りについていた。アデューに過去の記憶を見せる。
リューゴッドハンド・カザック
アデューレジェンドに登場。4本の手を持つ武闘家タイプのリュー。20年前、伝説の戦いの時に武闘家であったイズミが使っていた。既に限界がきていたが、それでも通常のリューより遥か高くまで飛ぶだけの能力があった。
スワンのリュー
アデューレジェンドに登場。王国の第一の騎士スワンのナイト型のリュー。ギルツに負け消滅した。
リューアサシン
アデューレジェンドIIに登場。カゼマルが乗る暗殺者タイプのリュー。隠密行動に長け忍者並みに素早く動く事のできる。カゼマルがアサシン用の曲刀で×の字に空を斬る事により風の中から現れる。装備は剣、短剣、カギ爪。敵を切り裂く魔法の帯、パトラザンという呪文も使う。

#### 階級転位【クラス・チェンジ】
リューパラディン・ロードゼファー
| リューパラディン・ロードゼファー |                                           |
| 製造                             | 千年前の魔法科学者                        |
| 属性                             | 聖騎士                                    |
| 全高                             | 628シン                                   |
| 重量                             | 3077ズッシリ                              |
| 最大速度                         | 80100ビューン                             |
| 最大魔法力                       | 153000ルーン                              |
| 最大防御力                       | 16021ガッシリ                             |
| 動力                             | ミストルーン                              |
| 武装                             | 聖騎士の剣、聖騎士の盾                    |
| 主な搭乗者                       | アデュー・ウォルサム ラーサー・ウォルサム |
クラスチェンジ後のアデューのリュー。リュー達の中では最高位に属する。原作版とアニメ版では同じ姿だが、マントか羽根かという違いがある。原作者漫画版、TV版、OVA版全てパラディンになるが。TV版最終話で見せた精霊石の力を結集した形態は「黄金のリュー（光速の聖騎士）」と呼ばれる。「ロードゼファー」という名称はTV版のみであり、他のTV版リューは名称に変更はない。OVA版では黄色を主体としたリューとなっており、デザインが異なる（OVAアデューレジェンドIIにおいて装備している剣が変更されており、一部の資料ではこれを「リューパラディン改」と表記している）。なお、このOVA版デザインはTV版でも精霊石の神殿でアデューが見た、過去の映像の中に登場している（ゼファーがクラスチェンジしたリューかどうかは不明）。テレビ版と原作版では搭乗者の鎧が変化する。TV版、漫画版での必殺技は「ファイナルクラッシュドーン」のほか、「重閃爆剣（メテオザッパー）」、TV版は使用時に剣と盾を合体させた必殺技形態に変形させる。なお、アデューレジェンドIIにて「燃えろパラディン!」の台詞とともにメテオザッパーに酷似した技を使用している。
TVにおいては高い性能の代償に乗り手への負担も大きくアデューの戦い方もあるが消耗して転位を解除された回数はトップクラス。
漫画版は二段変身の形を取るTV、OVA版と異なり描写上は完全に転位機に固定されていることもあり体力消耗が激しく、アデュー本人の見立てで保って1時間と発言している（これは力を使うことで生命まで削られていることを知る前の発言。実際の稼働可能時間は更に短い）。対魔王戦用リューであり、精霊石から邪竜族の王族に抗しうる力を引き出す代わりに乗り手の肉体を崩壊させてしまうため、単独での長期戦闘は不可能。ただしこの欠陥は他のリューが補助することである程度補うことができる（本編ではモーフのアドバイスによりリューウィザードがミストを集め、アデューの延命を行った）
OVA版は元々リューに命を吹き込む神の眷属が一族を守るために生み出した守護神、その後アースティアに現れた魔王（資料によれば「ウォームガルデス以外の魔王」）と戦うために当時の勇者の手に渡されたリューということもあり、ほぼ単騎でのウォームガルデスと配下の魔族全軍をリューのもつ力を叩き込み一撃で撃破（しかもこの時点では力の大半を一族を守るために分離している）、機体が半分喰いちぎられても復活など描写上の戦闘能力は漫画版、TV版と比べ別次元のもの。
リューニンジャマスター・爆裂丸
闇風でクラスチェンジするサルトビのリュー。仮面の忍者のような姿で、両肩から刃が下方に伸び首の後ろから2枚の白い布をなびかせている。使用する精霊石の武具「闇風」はTV版と漫画版でデザインが異なる（TV版では三叉状、漫画版では普通のクナイと同じ形状の刀身である）。巨大クナイや巨大手裏剣も継続して使用している他、第47話では通常の手裏剣を投げたり、忍者刀・爆狼も手にして戦っていた。必殺技として爆裂巴斬りを使った。
リューウィザード・マジドーラ
精霊石の杖でクラスチェンジするパッフィーのリュー。機体の色がピンクから青緑色に近い色に変化し、両足のつま先にも水晶球が装備されている。得意の魔法攻撃「ホノオン」を引き続き繰り出す他、初めてクラスチェンジした第43話では、水の魔法「フルム」がリゲルのドゥームの機体を損傷させるほど威力がアップしている。更に第51話では、風の魔法「ヒュント」のバージョンアップ版と思われる「スーパーヒュント」なる攻撃を、イズミのリューハイプリーストの法力との連携で繰り出し、ミスティックシールド破壊装置を押しとどめる活躍を見せた。OVAでは精霊石によらないクラスチェンジのため、二股で先に宝玉が二つ付いている杖を使用する（TV版の最終回でも宝玉が緑色になったこの杖を使用していた）。漫画ではゼファーとの協力技「崩魔雷刃（ブロー・ガ・ルーン）」を使用、アデュー曰く人間の愛（ラブ）の力。精霊石の杖はTV版と漫画版でデザインが僅かに異なり、漫画版ではパッフィーが装備している姿は描かれなかった。
原作者同人誌ではマジドーラ（ル）の母体となったメカとしてOVA版に酷似した「マジバーン」を紹介しており、また漫画版初期原稿にマーリアが使用するリューとしてこのマジバーンが掲載されている。
リューハイプリースト・バウルス
精霊石のホーリーシンボルでクラスチェンジするイズミのリュー。淡いスミレ色の僧衣をまとったような外見。2本の「大地のメイス」が無くなった代わりに、ハートマークが描かれた盾を新たに装備している。なお、第13話におけるイズミの回想で、師匠がバウルスをこの機体へクラスチェンジさせて悪霊を浄化するシーンが描かれていたが、ホーリーシンボルの精霊石の色は緑ではなく赤い色をしていた。
リューグランチーフ・シャインバラム
力導く斧でクラスチェンジしたグラチェスのリュー。インディアンを思わせる頭部の羽飾りの代わりに、緑色の2本の長い鉢巻きをしている。また、首周りにも同じ色の布をマフラーの様に巻いている。第48話では通常のトマホークを継続して使用し、邪竜族幹部・リムジンのドゥームとの一騎討ちでは「力導く斧」と柄の部分が伸びる円盤状の斧の二刀流で戦った。漫画ではリューチーフのまま服を着たような姿をしているなどグランチーフとは外見が著しく異なっており、疾風丸との協力技「太極滅殺陣（ソルナールオーバードライブ）」を使用する。
リューカイデン・疾風丸
名刀・三日月丸でクラスチェンジした月心のリュー。戦国時代の大名が、陣羽織に兜を被ったかのような感じの赤い機体。背中の槍が三叉に変化。この槍は第47話で邪竜族の護衛艦突入時に使用された。漫画では外見が多少異なり、槍主体の装備である。
リューワイアット・デリンガー
精霊銃でクラスチェンジするヒッテル・カッツェのリュー。胸と両肩が青い色に変化している。名前のワイアットは人名ではなく、光速銃士（ワイアット）なるガンナーの上位クラスである（「覇王大系リューナイト・コレクターズエディション」より）。クラスチェンジの要となった精霊銃は、ライフルの代わりとして使われた。第49話でアイザック将軍率いるミスティックシールド破壊部隊の母艦に進入した際には、新たに装備された胸部のガトリング砲と、通常の拳銃を併用して邪竜兵集団と戦った。更に肩内部には拳銃に接続するグレネード弾も収納している。漫画では精霊石の銃を二丁持っている。
ルーンナイト・シュテル
クラスチェンジ後のガルデンのリュー。白を基調として金色の縁取りがある機体に変化し、尻尾が無くなった変わりに両肩から背中に伸びる淡いスミレ色のマントを2枚まとっている。ガルデンの十八番であるライダース・ソードを使う他、両胸から光弾を発射することも可能。クラスチェンジに至る経緯は明らかになっていない（行方不明になった後、ホワイトドラゴンに助けられかなりの間をエルドギアで過ごしている。漫画版ではエルドギアに精霊石は4個残っていた）。魔法剣主体の戦法なので遮蔽物の多い洞窟内などでの戦闘はあまり得意ではない。CDドラマ「聖騎士の約束」において直接この形態で召喚している。
リューダークロード・シュテル
漫画版におけるクラスチェンジ後のガルデンのリュー。強制的に「みんなの力を集め一つにする」君主の能力を持つ。魔法力はリューパラディンの2倍以上もある。搭乗者の鎧が変化する点はゼファーと同じで現在の処原作者同人誌「スタジオから棄てられた伊東岳彦の絵達（笑）」にこの鎧の上半身についてのラフデザインが掲載されている。ガルデンの手に入れた精霊石はアーククラスへのクラスチェンジを可能にする物の模様。
クラス成長表
| ノービス            | エキスパート            | マスター                  | アーク                 |
| ------------------- | ----------------------- | ------------------------- | ---------------------- |
| ファイター 戦 士    | ナイト 騎 士            | パラディン 聖騎士         | パラディンロード 聖 王 |
| ソード 剣 士        | ディンソード 剣 客      | ソードマスター 剣 正      | アークスター 剣 聖     |
| サムライ 侍         | ケンゴー 剣 豪          | カイデン 皆 伝            | ソウデン 相 伝         |
| ニンジャ 忍 者      | ジョーニン 上 忍        | ニンジャマスター 仙 忍    | カムイ 神 忍           |
| グラップラー 武闘士 | アントニオ 拳闘志       | ゴッドハンド 聖拳士       | ラオー 拳 王           |
| ガンマン 拳銃使い   | ガンマスター 早撃ち     | ワイアット 光速銃士       | ゴルゴ 魔弾銃士        |
| アーチャー 射 手    | ハイアーチャー 達人射手 | スターアーチャー 鋼弓射手 | ライコウ 電光射手      |
| メイジ 魔法使い     | アークメイジ 魔道士     | ウィザード 大魔道士       | ヴェルアート 魔導者    |
| プリースト 僧 侶    | クレリック 高 僧        | ビショップ 僧 正          | ハイロード 法 王       |
| スカラー 学 者      | マナー 研究者           | ドクター 博 士            | ワイズマン 賢 者       |
| シアー 予見者       | フォーシアー 予言者     | プロフェット 預言者       | ナビ 託宣者            |
| テラー 占星術師     | スターシーカー 星読み   | スターマナー 星司祭       | デバイナ 占 王         |
| タロック 占札師     | アーカタロック 札読み   | タロックマナー 札司祭     | ×                      |
| アルケミー 錬金術師 | ハイアルケミー 繰理者   | クリエイター 創造者       | パラケルス 究理者      |
| アイアン 鍛冶師     | スツールマン 鋼使い     | アイアンロック 鋼 匠      | アーティスト 工芸人    |
| プレイヤー 遊び人   | ギャンブラー 賭博師     | ジゴロ 女泣かせ           | ゴールドマン 遊技王    |
※上位階級になるとボディの大きさや装飾の変形、機能の向上、技や威力の増大が見られる。そのため下位階級のリューと戦う場合、その力の差は歴然である。

### ソリッド
ウィンディーのソリッド
パフリシアの上級騎士ウィンディーの操る騎士型のソリッド。ガルデンの呼び出した魔物に憑依されていたウィンディーがその正体を現すと同時に、魔物のような姿に変化した。
パフリシア軍のソリッド
二足歩行型の機体で装飾のついた槍を主武装とする。本体の額にも宝玉があり中々優美な外見を持つ。パフリシア城奪還作戦の他最終決戦にも参加。
パッフィー達のワゴン
形状は異なるがこれもソリッドの一種。後部ハッチは取り外して食事用のテーブルとして使用可能。
原作者の設定では音声入力すると収納してある剣等を渡してくれる従者ロボとしての機能有り。
ソリッドガンナー
人型でなく、搭乗者の上半身が露出する。ガトリングガンなどが主な武装。盗賊が使用することも多い。街を守る衛兵などが使用していることもあり、終盤ではリムジン麾下の邪竜族襲撃部隊に火炎放射で焼き払われるシーンも登場した。足は無く球体の軟質素材になっているが、これはこの機体がアースティアにおけるスライム (ドラゴンクエスト)の様な立場にある事を示している。ベガス配下の機体は胸部からチェーンを発射する改造が加えられていた。
デリアスのソリッド
球体の軟質素材を縦に連ねた大型の下半身を持ち、背部の武器庫には拳銃やライフル、レンコン式の榴弾砲などを収納している。ライフルは軌道を変化させリューにも有効な特製弾を使用可能。この際はマガジンを金色の物に交換した後ポンプアクションを行う。
リューゴブリン
ゴブリンたちが独自に使用する（製作はできない）機体でリューと言い張っているがソリッド。機動性はかなり高くカッツェも苦戦している他TVゲーム版ではゴブリンの長ボップリンが「バブリン」（会話ができる変り種。また、戦闘画面上では外見はゴブリンナイトに近い）を駆り超武闘会に参加している。
漫画版では上位機種のゴブリンナイトが登場、これも背部に排気筒が確認できるためソリッドである。邪竜族の侵攻に加担した。
地下王国美少女戦隊のソリッド
地下王国入り口を守っているキューティーソルジャーズのソリッド。水陸両用で潜水も可能、またミストルーンが不足する地下王国内での戦闘用にミストルーンの増槽を外付けしている（武器商人ならば一目で解る規格品でリューも装備可能）。物は地下王国の量産機だが乗り手の武器に合わせた武装を持っている。機体下部を水上で高速回転させる事で強烈な水流を起こす「ウォーターパワーアタック」が必殺技。
ジェミニス
地下王国王女リーリ、ラーラ姉妹が使用するソリッド。2体に分離する機能を持つがアデューとサルトビの共同作戦で自滅した。後部座席は回転できる様になっている。
後に大砲を装備した同型機（キャノピーが一部無いためあるいは修理した機体か）にキューティーソルジャーズのレッドとブルーが搭乗して最終決戦に参加している。
ジェノバのソリッド
地下王国女王ジェノバの乗るソリッド。人型で槍と左腕が変形するボーガン、背部にミストルーン増槽を装備。
元々はリューとして登場させる予定だったようで、原型となったジェノバ専用機「リューアマゾナ」が原作者同人誌に掲載されている。
山賊のソリッド
二足歩行型のソリッド。拳銃と剣を武器にしているが爆裂丸に一蹴されたり盗賊稼業苦節12年の末倒されたりとやられ役。
漫画版でトホレスが使用したソリッドはこれの改良型（ただし既に型遅れの旧式）
砂漠の機械城
ベガスシティの親玉ベガスの根城。これ自体が多数の大砲と巨大なアームを備えたソリッドである。ベガスシティは水が貴重な財産なため内部に大量の水を溜め込んでいた。機動性は劣悪だが装甲と火力は一級品であり爆裂丸一機では倒しきれなかった程。ただし操縦席が上部テラスにむき出しなのが弱点。

### ドゥーム
リゲルのドゥーム
リューパラディンとも似た、長い尻尾を持つ白銀の機体。血溝にルーン文字を刻んだ長剣を武器とする。Ⅴ字型の盾を左腕に装備。このリゲルの機体をはじめ、皇帝以外のドゥームは量産型も含めて両肩に目玉模様があるのが、最大の特徴である。
漫画版ではクラスを「ドゥームガーディアン（破滅の守護者）」としている。
イドロのドゥーム
配色はやたら派手である。4本の角のある仮面を付けたような頭部をしている。イドロをイメージした赤紫と黄色主体の配色で頭部や肩の目から棘を伸ばすことができる。一応、手持ちの武器として剣を装備してはいるが、ガルデンのシュテルの一撃で一瞬にして機体もろとも弾き飛ばされてしまった。
雑誌に掲載された機体の配色がまったく異なり、こちらは白と青を主体としている。
ギメルのドゥーム
ドアンのドゥームと共に戦う。剣を使用。両肩の眼から複数の炎を発射、また腕部に強力な機関砲を持つなど全体的に1対多を意識した装備が中心。頭部から4本の棘状のトサカが生えているのが特徴。
ドアンのドゥーム
頭部に巨大なロト・ドーム（同じサンライズの作品「機動戦士ガンダムΖΖ」に登場したMSのアイザックに酷似した同じ形状）を持つ。武器は両腕から飛び出し式の鎌状の二本の刀と、銃剣を仕込んだライフル。その他、左腕に3連の火炎放射器を内蔵しており、これでイドロを処刑した。
アドリアのドゥーム
魔法戦士型の大型機。両腕の布は刃物のように硬化して、敵を突き刺したり切ったりする武器にもなる他、機体の前で交差する事でバリヤーの役割も果たす。また、手から火炎を放射したり衝撃波を起こす事も可能。第45話でシュテルに空中で組み付かれた際には、黒い電撃攻撃も見せた。
ギルラのドゥーム
剣士型。背部に大きな噴射口を持った長い突起を持つ。ボディーはギメル機に近いデザインだが、頭部の形状はむしろリゲルの機体に酷似。
リムジンのドゥーム
ねじれた角を生やした赤い機体。漫画版に登場した‘アイザックの三騎士‘の一人・ガウスの搭乗していたドゥームに酷似したデザイン。リムジン同様、長刀を武器とする他、両肩の眼からはクラスチェンジしたリューをも押し込むほどの高出力のビームを発する。また、左腕から弾丸を発射できる。大型機。護衛艦の爆発、火山の火口の熱にも耐えるほど強靭。
ナイルのドゥーム
リムジン機と同型の緑の機体。大鎌を武器とする。両肩の眼から発射するビームや左腕に3連マシンガンを装備、また尻尾を赤熱化させて武器として使用できる。大鎌を回転させる事で、リューワイアット・デリンガーの精霊銃を防ぐ防御技も見せた。
アイザックのドゥーム
リムジン・ナイル両機よりも更に大型のドゥーム。全身各所から誘導弾を発射し、不意打ちを仕掛けたとはいえリューパラディンの剣でも一撃では両断することができなかったほど防御力は高い。なお、母艦内部でパラディンを頭上から奇襲した際、ピンク色の槍状の長い棒を用いてパラディンの右足を貫き、その身動きを封じていた。
漫画版では別デザインの「ザンス」（「高貴なる存在」を意味する）を使用。スペック上はウィザードの2倍の邪竜軍最強機だがダークロードに一蹴された。
皇帝側近のドゥーム
皇帝側近が搭乗。最終決戦においてガルデンたちを格納庫まで誘導した。リムジン・ナイルと同型の青い機体だが、武器は邪竜兵と同じビームライフルを使っていた。
皇帝のドゥーム
脚の代わりに七本の腕を持つ竜人型ドゥーム。全長50メートルにも及ぶ超大型の機体である。その赤い両肩は羽根のように巨大で、竜状の首の額にドゥームの頭部がある。武器は2本の巨大な剣。その巨大な腕は、リューパラディンのメテオザッパーも弾き返す。
量産型ドゥーム
高位の邪竜族の戦士たちが搭乗する。茶色主体で濃い水色、オレンジの配色。忍者たちが仕掛けた小型爆弾で撃破された機体もある。小型機であり大きさはリューとほぼ同じである。
邪竜族飛行兵
下位の邪竜族。バックパックを装着、ビームライフルを装備して空戦に出動する。薄紫色、灰色の体色の者が大半を占める。量産型ドゥームと共に戦う。
ドゥームソーサラー・ブルーゴーント
材質:魔法金属 エネルギー:ミスト･ルーン
全高:536シン 重量:3100ズッシリ 最高出力:189000ヤルキ
最高速度:58090ビューン 最大魔法力:27654ルーン 最大防御力:11001ガッシリ
アデューレジェンドに登場。魔族のイクズスの乗る魔術師タイプの青いドゥーム。強力な魔法を使える上に戦士系のリューと同等に渡り合える程の力も持つ。肩にある瞳と尖がった帽子の様な頭が特徴。飛行能力を持ち詠唱なしで空を飛ぶこともできる。召喚はイクズスの持つ装飾が施された剣によって呼び出す。後にウォームガルデスの力によりアンデッド化し恐るべき再生力を得る。
ドゥームナイト・ガートゥース
材質:魔法金属 エネルギー:ミスト･ルーン
全高:512シン 重量:2777ズッシリ 最高出力:152200ヤルキ
最高速度:67600ビューン 最大魔法力:19533ルーン 最大防御力:9088ガッシリ
アデューレジェンドに登場。魔族のヒュントの乗る、体にグレムリンの顔を持つ戦士タイプの銀色のドゥーム。魔法の防壁さえ斬り破るほどの強力な力を持ち、飛行形態に変形する事によって空を飛ぶ事ができる。召喚はヒュントが持つ剣を掲げる事により闇の霧の中から現れる。後にウォームガルデスの力によりアンデッド化し恐るべき再生力を得る。
ドゥームバルキリー・ダークローズ
材質:魔法金属 エネルギー:ミスト･ルーン
全高:482シン(翼を除く) 重量:1190ズッシリ 最高出力:133200ヤルキ
最高速度:71000ビューン 最大魔法力:25230ルーン 最大防御力:7747ガッシリ
アデューレジェンドに登場。魔族のマルトーの乗る戦士タイプの真紅のドゥーム。大きな白い翼が生えているので自由に飛行する事ができ、魔法さえも剣で弾き返せるほどの力を持つ。召喚時はマルトーの額に魔族の瞳が開きレイピアを掲げると薔薇が舞いその中から現れる。
ダークドゥーム
アデューレジェンドに登場。かつてウォームガルデスが使っていたといわれる巨大なドゥーム。魔族にも手におえない代物で自分の意思で動き暴れまわる。廃墟となった海底の人魚の町にあったが一時ギルツを受け入れる。ルーンを集め、半島さえ消し飛ばす攻撃ができる。召喚時は闇と共にギルツの手に大剣が現れ、剣の柄の眼が開くと現れる。
ウォームガルデスが乗り手のギルツと完全融合し封印されていた力の宝珠を取り戻すことにより変化、8羽の羽を持つ超巨大な本来の完全形態、覇王ウォームガルデスとなった。
デューマのドゥーム
アデューレジェンドIIに登場。破滅の文字盤から与えられたデューマの乗るドゥーム。召喚はデューマの手から離れた剣が変化して現れる。口から出す赤い光線や、羽から流星雨のような光弾を放つ。
ロームのドゥーム
アデューレジェンドIIに登場。魔族ロームの乗る下半身は脚が無い代わりに自由に飛行できるドゥーム。召喚はロームの持つ剣を振ると鮮血の渦の中から現れる。戦闘にも使用できる尻尾を持ち、両手から魔法弾、剣から怨霊の形をした羅刹剣を放つ。

### その他
エルドギアの飛行船
ホワイトドラゴンから譲られた飛行船。TV後半でのアデュー達の母船となり精霊石捜索などに活躍。最後はミスティックシールド破壊装置の台座破壊の人員をアースブレードの頂まで運ぶ役目を果たしたがここで撃沈している。
ペイロードはそれ程多くはなく、また非武装なので防御はリュー頼み。武装に関してはさすがに使い難かった様でサルトビが愚痴をこぼしていた。
炎の魔人「乾（阿）」「坤（吽）」
ナジャ神殿の最深部を守るために置かれた2体の魔人。大きさはパラディンの約三倍程。戦闘力は高くパラディンを含めた4体のリューでも歯が立たなかった程だがイズミの機転に矛を収め扉を開く。体色が緑なのが坤（吽）、オレンジが乾（阿）。命名は伊東恒久による。
ホエールズバレーの鯨船
ホエールズバレーのミストの海に浮かぶ巨大な飛行鯨。背中には植物も茂り人々の住処となっている。大都市になっている8km程のヌシ、通常の都市に使用される平均的な4〜6km程の成体、活発に動くため建物が壊れ居住には向かない（ただし海賊の根城などに使用）子供に大別される。また、数mから数十mの飛行魚も存在。領主バレーナの城は魔力を封じる結界の間や彼お手製の立派な庭園を持つ。
イルカ船
ホエールズバレーで一般的に使用されている飛行船。一種の魔法生物で人間も受け止めるミストの雲に「潜る」事ができる。
ワープゲート
古代文明の遺産の瞬間移動装置。パフリシア城地下などに存在。TV版では使用者が口述で行き先を指定（ある程度魔法の素養が要る模様）、漫画版では目的地別に乗る場所が指定されている。TV版はそれほどでも無かったが漫画版ではかなり乱暴な機械でアデュー達は着いた途端に跳ね飛ばされていた。「時の扉」とも呼ばれる。
護衛艦
邪竜族の侵攻軍が使用した戦艦。指揮官としてリムジン・ナイル・リゲルら幹部クラスが座乗する（ただしリゲルが使用したものは千年前の侵攻で各坐した艦を復活させたもの）。多数のドゥームや邪竜族飛行兵を積載する。艦体側面に出撃ハッチ、下部に対空・対地兼用の砲塔を多数装備する。非常に強力であるが、内部からの攻撃には弱い。そのため、内部で戦闘を行う際、邪竜族下級兵士は斧、チェーンソーなど冷兵器を主に使用していた。非常に大型であり、内部にはリューやドゥームが戦闘を繰り広げられるほどの空間が存在する。ミステイックシールドに締め付けられてもある程度耐えられるほどに強靭。
これら邪竜族の戦艦のデザインを行った中沢数宣のイメージモチーフは「青と白のまだらの海蛇」であり、大半が赤主体で塗られたTV版の戦艦群を多少残念に感じていた。
護衛母艦
アイザック将軍が座乗するミステイックシールド破壊部隊の旗艦。シールドを通過できない大型艦のためブロック毎に降下、空中で合体するという高度な技術を見せた。
ミスティックシールド破壊装置台座
アイザック隊がアースブレードの柄頭部分に据え付けようとしていた装置。ジェフリーや忍者達の活躍で台座が損傷した処に無理に降下したため破壊装置が故障している。
ミスティックシールド破壊装置
アイザック隊の据え付けた台座の上に降下して来た装置。皇帝の御座艦でもあり多数のドゥームを搭載、またブロック構造になっており必要な場合は一部をパージできる。電磁波を射出してシールドを破壊しようとしたが皇帝のドゥームに巻き込まれる形で破壊され、無理に侵入を果たそうとした大型艦の爆発で後詰めの侵攻部隊も壊滅している。
ダナンの脱出ポッド
ダナンが護衛母艦から脱出する際に使用。搭乗するシーンは描かれず、射出されて空に消える姿のみが放映された。全体像は不明。
邪竜族下級兵士の突入カプセル
両端が尖った隕石のような形をしている。下級兵士はこの中に直接入ってアースティアに突入する。TV版では一人乗りが主流だが漫画版では下級兵士なら20体は乗れる大型の物が降下している。
リゲルの突入カプセル
リゲルがアースティアに突入する際に使用した大型カプセル。高位の邪竜族用に三重の保護がされており座席も存在。ギメル達が使用したものはこれの簡易版で座席を持たない。
サメ型海賊船
ホエールズバレーの海賊が使用する飛行船。口はジェット噴射用の吸気口の他目標への接舷にも使用される。主砲から発射する丈夫な魔法の網を装備しておりアデュー達は苦戦を強いられた。海賊風情には過ぎた装備である事をカッツェが指摘している。腹部にコバンザメ風の襲撃用ボートを搭載。
イドロの鯨船
誰も住まなくなった既に骸骨と化している飛行鯨を利用した物。バレーナの鯨船とほぼ同じ大きさで人力によって操縦され、また骨を利用した錨を装備している等死亡してからは海賊の根城として使用されていた感がある。骨だけの状態でも背部の緑地は維持されていた。
ガルデンの移動要塞
ガルデンとイドロが使用していた。イドロが本性を現して後、破棄された。
爆弾列車・疾風
アデューレジェンドIIに登場。古代よりウィンドゥームに伝わる、国をもたやすく消し去るといわれる列車型爆弾兵器。ミスト・ルーンを大量に搭載し、レール上に沿って目標へ突進する。

## 世界設定・用語

### 単位類
アースティア世界では様々な独特の単位が使用されている。
通貨
1GG（ゴルゴル）＝価値は100円相当
初期設定ではサイコロ型だが劇中描写は円形の硬貨で表現された。
高さ
1シン＝1cm
1トール＝1m
1ミール＝1mm（原作者裏設定）
重さ
1カルカル＝1g
1ズッシリ＝1kg
1ドーダ＝1t
距離
1クタクタ＝4km
1スタスタ＝10m
1テクテク＝100m（原作者裏設定）
時間
1トキ＝1時間
容量
1カップ＝200cc程度（地方によって50〜400cc程度に変化。原作者裏設定）
リュースペック表記
出力 1ヤルキ=1馬力
速度 ビューン（初期は同数値に時速「スタスタ/トキ」が単位として使用された）
魔法力 ルーン
防御力 ガッシリ
千年紀
アースティアの世紀の呼称。元々エルフなどの長命種が社会の中心だった名残で千年単位である。
剣薄明期、大地の千年紀、天樹の千年紀、巨人の千年紀、精霊の千年紀、獅子の千年紀、竜の千年紀（本編の時代）、鳳凰の千年紀（原作者裏設定）
「竜の016年」といった様に表記する。
月の呼称（原作者裏設定）
1月（聖杯宮） 2月（水晶宮） 3月（太陽宮） 4月（弓弦宮） 5月（吟遊宮） 6月（処女宮）
7月（赤月宮） 8月（銀月宮） 9月（大鎌宮） 10月（天杯宮） 11月（王笏宮） 12月（黒壇宮）

### 種族
人間族（エクソディアン）
アースティアにおける最多種族で他の善種族も概ねこの種族の築いた社会秩序に合わせて暮らしている。精神的に脆い処が有り属性は善にも悪にもなる。創世記上の誕生はエルフ、ドワーフ族より後。特に知恵と環境適応に優れた種族で短期間の内に魔術を覚え、身体能力の低さを優れた技をもってカバーするなど、寿命が長ければ神の脅威となる可能性を秘めていた。故に寿命は80歳程度に制限される事となっている。裏設定年表上では剣の薄明期から徐々に神の血を持たない人間が増え始め、巨人の千年紀に一度文明の爛熟期を迎えている。
ドワーフ族
力が強く背が低い毛深く無骨な亜人間族。平均寿命は500歳程度。頑固者が多いが属性は善で一度心を開いた相手は終生の友とする思想を持つ。かつてはギガマゾン大河の洞窟に巨大な地下王国を築いていた。金属加工や鉱脈の扱いが得意なため人間族の社会では鍛冶屋やソリッド製作、鉱山掘りなどに関わって生活している者が多い。一般的に魔法が苦手で知識職は向かないとされるが稀にナジーの様な例外もいる模様。創世記上はゲテル・ナ神の創ったゴブリン族に対抗する形でダルク神に創造された古き種族の一つ。この時の聖エルク大神とダルク神の意見の相違からエルフ族とはあまり仲が良くないとされる（裏設定年表上は彼らが漸く協力する様になったのは精霊の千年紀の時代、魔族の統治から解放されるために起した「黒竜戦争」の頃である）
エルフ族
平均寿命は800歳程度の亜人間族。見た目は華奢（ヒッテルは作画上華奢さに気を付ける指定があった程）で背は高め、若い姿でいる期間が長く百年程度では人間族からは変化が解らない。また、「若いまま歳をとらない」という特徴に対しては一般的にはエルフ族の血を引いていることが連想される。体力、腕力では人間族に若干劣るが夜目が効く種族（ド近眼など稀に例外もいるが）。外見や居住区域、生活様式からレッド、グリーン、ブラウン族に大別できる。上位種族として永遠の時を生きるハイエルフ族（古代種族でより精霊に近い。神の言葉を伝える滅びかけた種族とする説も）、人間とエルフの混血種で寿命は400歳程のハーフエルフ（人口は極めて少なく剣聖界全土でも数万人程）が存在。種族の大半は他の種族との干渉をさけひっそりと暮らしており、外に出た者は変わり者とされる。ただし一度外に出た種族は積極的でむしろ人間族に負けない逞しさを見せている。一応善の種族だが武器商人や傭兵なども多い。知性は高く魔法にも長けており、作中古代ハイエルフの残したリューに新たなスキルを持たせる泉の遺跡が登場した。この際混浴だとわざわざ説明する描写がある。創世記上は聖エルク大神によって創造され、美しいエルフに嫉妬した闇の邪神オードがオーク族を生み出したとされる。
人魚族
中央大陸東南、人魚の領域に棲む種族。一般的にはあくまで人魚の形をしたリューマーメイドを駆る普通の人間という認識だが、実際は下半身を魚の形に変身させる能力を持つ。元来戦いに向かない平和な種族だったがOVA版ではダークドゥームを守るために魔族に支配されており、ラーサー達の戦いに乗じて反乱を起すも鎮圧されている。貝殻の形をしたペンダントが一族の証であり、キリオは仲間の形見といえるこれを大切に保管していた。
悪の種族ではあるが純粋な半漁人としてはTV版で登場したピラニー族が挙げられる。一般的には金に汚い無法者とされる。
飛空族
アデューレジェンドで登場。雲の上の空飛ぶ島に住む種族。飛行魔法が発達しておりいくつもの飛行する舟を持つ。この島を浮かせているミスト鉱石を使い、アースブレイドの結界を破壊しようと巨大ミサイル「キタンコルム」を使ったため、島は海へ墜落する。
巨人族
原作者裏設定。精霊族と共に神の言葉を守ってきた古代種族。天樹の千年紀に最盛期を迎えるもこの時期に勃発した「白竜戦争」において衰退。精霊の千年紀の時代に闇這う大地「グィリーゴウ」に悪竜「ガークリィー」と共に封印された。
竜族
原作者裏設定。邪竜と対極にある種族。天樹の千年紀の時代一部が反乱を起こし「白竜戦争」が勃発。この戦争の終結後何処かへ姿を消している。また、これと同時期にリューの数が激減。TV版に登場したホワイトドラゴン及びゲートドラゴンとの関係は不明。
精霊族
巨人族などと共に神の言葉を守ってきた種族。魔族とは巨人の千年紀以来の対立関係にあり、善の亜人間族とは協力関係を結んでいる。彼らの住む精霊界は人が入ってはいけない聖域とされ、万が一入る際にはそれまでの全ての記憶を消し去る義務があり、また逆に外に出る際も精霊による記憶の消去が行われる。人間族のことは野蛮で戦争ばかりしている種族と考えている。
魔族
善の種族と対立する種族。特に外見が人間に近い種族は魔人族と呼ばれる。魔力、生命力共に人間を遥かに超え、カイオリスといった別世界から剣聖界を狙っている。人間などの善の種族との混血が可能。裏設定年表上は精霊の千年紀の時代一度はアースティアの覇権を握る事に成功している。団結した善の種族は「黒竜戦争」を起こし、魔族を撃退した。基本的には魔王の下に統制された社会を形成しているがマルトーの様に単独で行動している者も多い。葬儀に関しては人間族に近いやり方だが、独特の死者を送る祈りを持つ。
邪竜族
邪神が創造した世界、邪神の折れた剣から生じた大地に住む異形の生物。魔族の覇王ウォーム・ガルデス一派と並ぶ最強の魔族。力の優越による非常に強固なヒエラルキーを形成している。全体的に軍隊風の厳しく冷酷な気風を持つが、仲間の死に嘆いたり恋愛感情や男女観など人間族とあまり変わらない部分も持っている。破壊と創造を司る黒魔法の大規模化、一般化の延長に生まれた優れた科学力を現在も発展（アデューと似た者同士のキルガインが一目でエルドギアの技術アストラル通信を見抜いている）させ機械の国を築いているがその代償として彼らの大地は荒廃の一途を辿っている。兵の中にはアースティアの美しい自然を傷つけ無いようにしている者もいた。大まかな分類上は魔族の一派であり、技術、兵器などに共通点も多い。アースティアでは一般的に存在を秘匿されており、千年に一度の天変地異に起こる別の脅威を語った警句（宗教指導者でも天変地異の原因を知らない者は多い）や極限られた戦いの一族に伝承が伝わるのみ。ただし次の戦いに備え潜伏している者も多く、あくまで噂程度であれば一般人の会話にも姿を見ることができる。寿命は明示されていないがキルガインの発言などからするに富裕層では1000歳程度は十分ありえる話らしい。邪神メディットのアースティアに安息をもたらさない呪いによって誕生以来善の種族の宿敵として戦い続けたが、ラジオドラマ版において僅かではあるが和平の道が開けたようである。
ダークエルフ族
魔族と混同されがちだがれっきとした亜人間系の別種族。ティアダナーンを掌握し邪竜族と面従腹背の関係を続けていたミランダからただの小悪党リードまで大小様々だがいずれにしろ悪の種族である。
邪鬼族
オークやゴブリンなどのアースティア創世の際他の世界から紛れ込んできた種族。寿命が短い代わりに繁殖力は旺盛。ゴブリン族は身長90〜140cm程、一般的には善人は一人もいないと認識されている。魔力も多少は持つが知能は低め（製造はできないがソリッドを動かす程度は可能）。魔族や邪竜族はあくまで剣聖界への侵略者であり極少数が滞在しているのに留まるが、ダークエルフ族や邪鬼族はほぼ現地に根付き社会を形成しているのが特徴。大抵は人里にちょっかいを出す程度の悪事に留まるが時には邪竜族の侵攻に加担することも。創世記上はオーク族は邪神オードにより、ゴブリン族はゲテル・ナ神によって生み出された。
邪霊族
闇の力によって死んだ後も生き続ける者達（TV版に登場したマドラや漫画版のリーバンが作ったゾンビ達など）の中で種族として独立した者を指す。中には古代の神々によって生み出されたとされる種族も存在。
亜神族
原作者裏設定。元々はエンシルガットで生まれた神々の子孫。人間族との交わりの中で力を失っているが、その血は「勇者の血」として邪神の生み出した者達との戦いを宿命付けられている。実際の描写でも漫画版においてアデューは勇者となることを宿命付けられた「聖なる乗り手」という特別な血筋である事は判明しており、OVAでは神の血を引くリューに命を与える一族が描写されている。

### 神・宗教
主神ソーディン
アースティアを生んだ創造神。かつて邪神と戦った末これを倒し、その時使った剣を盾に刺してアースティアの地が生まれた。六柱神の父神で慈愛と戦の神。いくつかの資料ではアースティアを創造した後彼の地を去ったとされる。

#### 六柱神
アースティアの民が信仰する精霊神のこと。火（主神は男神キラウェ）・水（男神スウォール）・風（女神イブラース）・土（女神アシーリア）の四系統のミストを司るそれぞれの主神と、光と命を司る「命の女神」エイダと時と法を司る「死の神」ゼトの計六柱の神を指す。女神達は漫画2巻の巻頭カラー特集、ゼトはTV版35話にて外見が公開されている。原作者裏設定だが別名「ユール神」とも呼ばれる。
アシーリア
地の紋章神。大地の力とその恵みに関わる奇跡（滋養、回復、底力、安静、安定、延命、ゆっくりとした浄化）を行う。漫画版においてイズミがアシーリアに時間の猶予を願っている描写がある。
スウォール
水の紋章神。水の力とその恵みに関わる奇跡（潤滑、減熱、変化・順応、鎮静、持続、急速な浄化）を行う。効果としては地と似ており、実際回復の奇跡はアシーリア、スウォール、エイダの三神への祈祷が見られる。
キラウェ
火の紋章神。炎の力に関わる奇跡（加熱・破壊、激昂、正義、鍛冶、昇華、瞬間、放出、不安定）を行う。
イブラース
風の紋章神。風の力による奇跡（転移・伝達、防護・防御、バランス、減衰、瞬間、隠蔽、真空）を行う。瞬間的な力という意味では火に似ている。
エイダ
光と命の女神。光・闇、誕生と死、善の力の象徴。正の命を持った者の保護を行う。
ゼト
時と法の神。時間、法、死後の秩序、混沌の根絶の象徴。裁きを与え、負の生命（ゾンビなど）を鎮め、死者の安息を保護する。

#### 来訪神
アースティア誕生後他の世界から現れたとされる神々。原作者裏設定。
クラーティス
リューを生み守護する男神。
トラーク
この世の知識と知恵の神。男神。
エルドナ
勇気の女神。母性の代表（竜は父性の代表）。ファンタジー物のお約束と言える主人公たちを見守る光のサイド守護者、女神的なものとして考案された。上記の原作者同人誌に外見が掲載されている。
ハイエルフの精霊神
漫画版単行本1巻おまけページにて描かれた半裸の女性。デザインは異なるが『アデューレジェンドII』エンディングにて描かれている緑色の髪の全裸の女性もエルフの神である。また、エンシルガットにて大神聖エルクが自らの姿を映してエルフ族を生み出したとされる。

#### 邪神
メディット
邪竜族の神（性別不明）でソーディンに破れアースティアの地に呪いの言葉を吐きつつ息絶えるも、彼の残した折れた邪剣は枯れた大地を生み出した。TV版では竜の姿をしていた。
ゴルマイスター
邪竜族が信仰している神の一つで冥府の神。
ゴンドアバースト
魔族グレーガスが命と引き換えに召喚した絶対なる邪悪の神。
ザルハザーク（原作者裏設定）
魔族の神。性別不明。

#### アースティア宗教観
基本的には法王庁を中心とした歴史は剣薄明期以前に遡る六柱神信仰が一般的だが、一部には邪神を崇拝する人々や「ウォームガルデス教団」（時系列的には新興宗教の部類。一般的にはガルデスの名は口に出すことも躊躇われる忌むべき物）なるものも存在する。「正当な労働を行い賃金を得る事が基本であり、また喜びである」という労働観を持つ。また、僧侶は外界への干渉を固く禁じられており、そのための技術もあまり発達していない。
ほぼ裏設定だが六柱神教は六柱神のみを信仰するユール教（竜の001年頃聖者マハートが古の竜エンシェントドラゴンに教えを受け、それを元に確立。イズミの宗派）と他の神々も含め信仰するヴァニール教（源派は大地の千年紀に成立したヴァニール神教、後に獅子の千年紀に古ヴァニール教が成立。竜の015年ユール教と和解し現在のヴァニール教に至る）の二派が存在し、ヴァニール教は竜の015年以降女性（巫女）のみが僧籍を受ける。実際の描写ではヴァニール教のシンボルマークはTV版に登場したマドラが生前逮捕された時に着ていた服装、または変形型が漫画版のリーバンの額に見られる。

### 地名・国名

#### 中央大陸
物語のメイン舞台となった大陸。中世ヨーロッパ系の文化を持ち、魔法が一般レベルまで浸透している。
パフリシア王国
パッフィーの故郷。緑豊かな土地と穏やかな気候を持ち、王都を中心として中央大陸の中でも特に魔法が盛んな地。
基本的には乱世のアースティアでは珍しい武器商人が役に立たない程平和な国だが、それでもガルデンの一族などの侵攻を度々撃退してきた。描写はラフ原稿上に留まるが文化としてパラパラが存在するらしい。
TV版では後に近隣諸国を守る盟主としての立場も手に入れており、所有、または協力するA級リュー使いも多いため監督の語る「アデューは皆に支えられる覇王になる」の具体的な姿とも言える。なお、王位継承者は本来15歳の時にリュー継承の儀式を受ける。パッフィーは（本来の理由は本人には伏せられていたが）精霊石の継承の修行に出るため早めに継承している。また、修行の旅に出る事自体平和な時期にはあまり行われない。アデュー王の治世からこの儀式の立会い人としてガルデンが参加している。
パッフィーの服にある紋章、および上に丸い点を付けた漢字の「王」のような紋章を使用（こちらは一般兵の兜にも見受けられる）。パッフィーの服の紋章は王族の衣服にのみ使用されているため、こちらが家紋の模様（雑誌掲載時の漫画版第1話は家紋の塗り分けが若干異なっている）。
ホエールズバレーとは同盟国でガイル船長の回想の描写からある程度飛行イルカ船を保有している可能性がある。
OVA版では封印の魔女を追う魔族の襲撃で甚大な被害を受けているもののガルデスが倒された後はパッフィー、イズミが政務に追われる程には復興している。
原作者裏設定だが建国は竜の016年。同資料のTV版、漫画版の時代が竜の998年である。
エタニア
パフリシア王国近隣の王国。TV版ではガルデンの手引きでパフリシアに侵攻し一時は王都を占拠するもアデューたちに奪還される。ソリッド部隊隊長の発言から侵攻は国王の意思であったようだが、表向きは「ガルデンに操られた部隊の暴走」として処理された節がある（というよりパフリシア側もその程度で済ましたかった様でイズミが無血開城に拘っている）。
OVA版ではバーナー王の下近隣諸国と友好な関係を築いているも、魔族の侵攻に備え武術指南役を集める大会を開いていた。
漫画版では「エタニア諸国」と表現されており、リーン達の報告を受け魔戦将軍フラウドがリュージェネラル「アルガス」を駆り最終決戦に参戦した。
ホエールズバレー
TV版ではパフリシア城からワープゲートが通じている中央大陸付近の雲海の国。パフリシアとは古くからの同盟国。ミストルーンを魔法が使いやすい程大量に含んだ大気に浮かぶ巨大な飛行鯨達の背中を領土としている。鮫船を使った海賊（空賊？）とイルカ船の警備隊との戦いが続いている。雲はミストルーンを多く含んでいるためか歩行可能、ただしふわふわとして歩きにくいので地元民以外は苦労する（そもそもイズミですらここでは雲の上を歩ける事を知らなかった）。
TVゲーム版では雲の上は歩けないが「ハネサンダル」を装備する事で歩行を可能にしている。
当初はTVシリーズ中盤におけるメインの舞台としてかなり様々な設定が行われていた（実際漫画連載の開始前に掲載された初期イメージボードにもその姿を見ることができる）が実現はしなかった。
フリーデル中央諸国
パッフィーの学んだ魔法学校、魔法都市ホーリーケントなどがありパフリシアと並び魔法の研究が熱心に行われている国々。歴史ある土地柄であり、無法者の多い未開の西部大陸を嫌悪している傾向もある。
TV版では地方の領主ギザルが魔法石に守られた氷の城を拠点に中央大陸制覇を企み圧政を敷いていたがアデュー達に阻止されている。
原作者裏設定だが竜の001年当時はフリーデル帝国として中央大陸全土を支配しており、更に領土拡大を望んで開始した「帝国戦争（リュー戦争）」の終結後竜の013年にフリーデル中央諸国として分裂した経緯を持つ。
ラフレシール
大陸北東、ノルディア列島に続く北国。雪男の様な外見の「ケモノ」達が住む土地。人間嫌いだが心優しい種族でゲーム版では修行の旅の途中怪我をしたパッフィーを助けている。片言ながら会話が可能でバナナが好物。建築物はエルフ（ブラウン族）に近い物を持ち、ドワーフとも交流がある。
パープルタウン
フリーデル地方を流れギガマゾン大河に至る川の源流の湖に浮かぶ人工島の町。中世ヨーロッパ文化の中央大陸の中で珍しく建築物の様式がウェストガンズと良く似ている。全国指名手配の親玉リードを中心にした悪党の溜り場だったがアデュー達の活躍で壊滅。町自体も悪党の大掃除をと水没している。TVゲーム版では水没後は半漁人の無法者ピラニー族が住む町になっており、どうも元々悪党が集まる土地柄の様である。
エルドラド
パフリシア付近（ゲーム版ではパフリシアからの出稼ぎも見られた）のミスリル鉱脈を掘り当てた人々の街。歩道までミスリルでコーティングされている。自警団員は昼寝、新しい鉱脈の発見が事件扱いされる程の平和な街だがスライムを連れたゴブリン達に狙われていた。街道の照明も十分に整備されている他山崩れなどの危険を知らせるサイレンが各所に設置されている。成金な格好をしている町長（ゲーム版によればあまり人望はない模様）は伊東岳彦がモデル。産出だけでなく加工も行っており、グラッドの防具屋は西部大陸でも有名な名工。
ミスリルはソリッドの装甲に重用されており、人間用としてもロイヤルガード用の特注品など最高クラスの武器、防具に使用される。
ゴストタウン
パープルタウンのやや北西、ギガマゾン大河に近い位置にある街。ゴスト王家によって統治されている緑豊かな土地であったが王と王妃が暗殺され、首謀者マドラは処刑されるも亡霊となって復活。街を壊滅させようとしていた。
ホーリーケント
魔法学校の近く、フリーデル中央諸国の入り口バーバブの大森林に囲まれた魔法都市。魔法のアイテムを多く扱っているが値段は良心的。魔法雑貨屋デホレスの店があり、漫画版ではガルデンに破れ瀕死のアデューをここで治療している。ただしこの際使用したカッツェからぶん捕ったエリクサーのためにデホレスは孫の代になってもたかられている様である。めし処鉄人亭はオーヤ・シチューが名物（リューシェフ「ウマイザー」を駆る不敗の味皇鉄人Xとの関係は不明）。
アリオッチ
パフリシアのやや西南、OVAで登場したミスト鉱脈で栄えている街。位置はゲーム版のボーダーの砦とほぼ一致する。鉱石の純度は極めて高く、そのために魔族に襲われる事も多いため自警団や流れの傭兵を使った護衛も設けていた。また、ミスト鉱石の性質上水の管理が徹底されており、井戸には大きな蓋が付けられ、貯水タンクは頑丈なケージに保護されている。
雨の町
ゲーム版に登場した大陸南部の町。位置はOVA版のエタニア城とほぼ一致する。井戸の水が溢れる程一年中雨が降り続いており、大人たちは洗濯にも苦労するなどうんざりしているが子供たちは「雨ごっこ」なる遊びを考案してそれなりに楽しんでいる。また、慢性的な雨のため、かえって傘は売っておらず、また宿屋のベッドも雨漏りが酷くまともに洗濯物が乾かないため寝心地は最悪と訪れる旅人は苦労している。
魔法学校
フリーデル中央諸国にある学校。校長ユーディスの下多くの生徒達が魔法を学んでおり、魔法を楽しむ者から10年苦学を続けている者、親に無理矢理入れられた者まで様々である。制服や練習用の魔法の杖が存在。年齢は問わず実力別にほぼ魔法が使える者のAクラス、より高度な呪文を学ぶBクラスなどに分かれている。標語は「算数の1+1は2になるが、魔力は3になることもある」等。検便検査が存在、また教育観念として所謂「腐ったミカンの方程式」が知られている。魔法使いの教育だけでなく魔法の研究自体も盛んに行われているが、その性質上外敵に襲われる可能性もあり各地に通じる抜け道が作られている。フリーデルの町では生徒の「イクル」が抜け道の番をしていた。
人魚岬
中央大陸北部、人魚の領域付近の地名。子供のスリが横行しているなどあまり治安は良くない。付近に人魚族の海底都市が存在。

#### 西部大陸
中央大陸の西、ギガマゾン大河を挟んで存在する大陸。北米西部開拓時代に近い文化を持つ。TV版、漫画版の物語が始まった地でもある。
荒野の巨大サボテンから水を取り出すサボテン工場、ギャロップ牧場、ミストスタンドなどが人々の生活を支えている。銀行も存在。
原作者裏設定だが人間族の入植が盛んになったのは竜の850年（同資料OVA版の時代が竜の698年）と日が浅く、地方領主（あるいは土地の実力者程度）、本部から派遣される保安官は存在するも治安維持は賞金稼ぎ頼みのまだまだならず者の横行する無法地帯である。一部の薬屋では麻薬の売買も行われている。六柱神の神殿等は存在するためかつては人間族以外によって開拓は行われていた様である。また、魔法使いの衣装を「変わった服」としているなどあまり魔法は普及していない。中央大陸的な「騎士」という身分制度そのものが一般的とは言えず、保安官の同類程度に考えられている。
サウスタコス
西部大陸最南端にある小国。南米系の文化を持ち、国民の気質は陽気で楽天的。
ウェストガンズの町
TV版での物語が始まった町。冒頭から子供たちに有り金をすられたアデューが腹ペコで訪れる。メンチ三兄弟に一帯を牛耳られており、保安官も手の出しようが無い程。治安の悪化は子供たちにも響いていた。子供の遊びとして勇者様ごっこがあり、騎士道も古臭い考えとはいえある程度知られている。
パルナタウン
コヒャット砂漠付近にある漫画版の物語が始まった街。それなりにひらけた街だがならず者も多い。アデューはパッフィー達の協力もありメンチ三兄弟を倒すも街は大損害、結局逆にお尋ね者にされてしまうことになる。
ボッターシティ
西部大陸北東、中央大陸からの入り口にある西部一の歓楽街。漫画版ではイカサマに引っかかり捕まったサルトビ達に代わってパッフィーは賭場の親玉ハリ・ボッターと死闘を演じる事になった。最終的にはマジドーラにより壊滅。
モンゴック
西部大陸北西にある人口2万人、西部で一、二を争う交易都市。正規の市場の他盗品を扱う闇市も盛んだがその分治安も悪い。特に闇市の出物は土地の領主リーバンに牛耳られていた。
オニオン渓谷
ウェストガンズの町の西北、ここを回り道すると一月はかかる交易路として有名な渓谷。宿場町オニオンは岩トカゲ（ゲーム版で登場した成体は体長4〜6m程の立派な怪物。また、一部で飼育されている）の丸焼きが名物。ゲーム版では2年前の土砂崩れで通行不能になり、代わってオニオンの洞窟が使用されているが魔物が多く存在するため越えるのは一苦労になっている。
ジェロック大森林
大陸北部に広がる森林地帯。美しい森が広がるが岩に擬態した巨大ツチノコなどモンスターも多く存在。先住民の文化は建築物は南米インカ文明系、思想はインディアンに近い物（どことなく忍者の思想も混じっているが、これは後述する武道家の一族が元々北米版忍者的なものとして考案されたためである）を持つ。位置的には漫画版のパルナタウンとほぼ一致する（ただしパルナタウンの位置自体森林中央部とやや東寄りの二説有り）。
元々は武道家達の大国が存在し各地の武術指導や近衛兵として派遣する優れた戦士を育成していた。現在もその生き残り達が村を形成し幼い頃から実戦さながらの訓練に励んでいる。また、この一族は邪竜族や精霊石についての多くの伝説、文献を残し、本質的には邪竜族の侵略に備えた部族の模様。一族の長となる者が代々リューチーフ「シャインバラム」を受け継いできた。中央大陸、パープルタウン付近のボスコの砦など各地に指南役の支部を持ち、情報網も確かである。
ギガマゾン大河
中央大陸と西部大陸を分ける大河。とても深い上にピラニアもどきもいるため渡河は渡し船頼り。この渡し船も巨大カエルゲロゲロを手懐けた無法者ピラニー族が牛耳り法外な料金をとっている。付近にエルフ（ブラウン族）の村が存在。村の住民達は魔物ステファンに苦しめられていた。
下流の滝には伝説のドワーフ王国に続くヒカリゴケの生えた地下洞窟があり、ここを通って対岸に行く事もできたが後にジェノバ達に占領され通行不能になっていた。この洞窟にはミストルーンが無いためアデュー達は苦戦を強いられている。洞窟はミスリル鉱石や宝石の鉱脈でもあり、ドワーフ達はジェノバ達の支配下で働かされていた。漫画版でもギガマゾン大河付近の一連のエピソードは通過した事になっている。
支流のコロラル川、最南端のマカロニガンズ地方では川に掛かる橋を巡ってブラボー砦に篭ったサウス軍とノース軍の傭兵部隊が戦争を続けていたがアデュー達の活躍で終結している。

#### 東部大陸
日の出国
東部大陸東端（平面世界なので本当に端である）にある小さな島国。日本の戦国〜江戸時代に近い文化を持つ。建築物の様式は江戸時代に近いが多少明治時代も混じっており大都市では陸蒸気が走っている。博物館なども多い。政治体制的にも戦国時代に近い乱世。赤富士にそっくりな「マウントアカフジ」（屏風には青い富士も描かれていた）を国の象徴としている。エナール大陸、ガダットの港から月心の故郷シミズへの定期船が主な渡航手段の一つ。
シミズの西にあるアスカジがサルトビの故郷。僅かな生き残り達がモモチの砦にて裏の武術忍の技をもって人々の平和を守る忍者を育成している。付近にはギフ王の城が存在。食文化としては箸が使用され、江戸前寿司が高級料理として扱われている。
原作者裏設定であるがOVA版の先代勇者の一人「マカベ・ビゼン（31歳、ラーサー達を守りガルデスと交戦、善戦するも戦死。剣聖）」の出身地である。
ナジャ神殿
東部大陸タルニア山にある古代の六柱神神殿。侵入者を妨害（あるいは試す）多くの仕掛けがあり、特に最深部は炎の魔人とリューの爆弾にもびくともしない頑丈な扉に守られている。精霊石のホーリーシンボルとその前所有者であったイズミの師匠の遺体が安置されていた。原作者裏設定だが六柱神神殿の建立開始は実にリューの誕生した時代にまで遡るため機械の仕掛けやパラディンすら圧倒する炎の魔人といった高度な技術も十分あり得る物である。
漫画版では建築物は同一だが浮遊大陸にある法王庁として扱われ、ホーリーシンボルは教会の秘宝とされていた。
アッシアの村
ヒッテルが聞いた精霊銃の噂を元に一行が訪れた農村。衣食住の文化は中国をイメージしたものを持つ。あまり豊かな土地では無い様で森も荒れ、村は寂れていた。近くの岩山に数百年も昔の盗賊が宝を隠した魔物の巣食う洞窟があり、精霊銃もここに隠されていた。

#### 南部大陸
エルドギア
リューが生まれた時代に栄えた機械の国。TV版においてはリューを整備できる唯一の場所でもあり、故にホワイトドラゴンはこの地を守っていた。東部大陸と漫画版ではパフリシア王城に付近に出る事ができるワープゲートが存在する。一般的な伝承では既に滅んだ事になっており、古い古文書に姿を残すのみ。また、実際に存命している住人は3名に過ぎない。
優れた科学力を残し、強力なバリア（TV版では精霊石の武具「力導く斧」を中枢部品に使用。これを外したため一時使用不能になったが後に復旧）やカモフラージュのための方向感覚を狂わせる霧、異世界との交信機アストラル通信装置、また一種のマイクロ波送電衛星と思われる「いかずちの星」を持っている。これは兵器としても転用できるがラジオ版では魔族グレーガスを倒すためにエルドギアを道連れに使用したため都市は壊滅、水没している。また、魔法技術にも通じており複数の精霊石を集め強力な魔法石を精製する技術も持っていた。
漫画版ではリュー生誕の地とされ、精霊石の杖の他4個の精霊石を残していた。神聖魔法による治療施設、階級転位のための情報書き換えを行う精霊石の間、大地の剣のミストルーン循環システムなどを残す。こちらでもモーフ達機械人はあまり多くは残っていない。
この一族はリューのボディの開発に成功し、神の眷属であるソフィーの先祖に命を吹き込む事を依頼している。一族そのものは戦争により滅亡。
『スーパーロボット大戦NEO』では、同時参戦している『NG騎士ラムネ&40』の聖地ラムネッカの役割も兼任していたほか、漫画版の設定が流用されリュー誕生の地としても知られていた。
アビブの町
大陸北東のアースブレードへの船が出ている平和な商業都市。文化は中世ヨーロッパ風。リゲル指揮下の邪竜兵に襲われアデュー達をおびき寄せる罠に利用された。パッフィーがクラスチェンジに成功した場所でもある。
西部大陸ではリュー自体が伝説となり一般的に認知されていない（エルフ族の長老もほとんど知らなかった）のに対して子供たちがとっさにリューだと即答している描写があり、土地柄リューを見かけることも多いようである。
ファルクス城
大陸西北端のしなびた城。OVA版において14歳になった封印の魔女パッフィーを大魔女セイの弟子達が匿っていた。

#### ノルディア列島
バイフロスト
TV版、漫画版におけるアデューの出身地（OVA版はスレイヤ王国）。また、この地を治める国家の名称でもある。数の少ないリューナイトやリューバルキリーを多く保有し、騎士の国とも呼ばれる北の大国。バイフは「神の言葉」の意。
TV版では邪竜族の襲撃でアデュー達の住んでいた街が焼かれている他漫画版でもアイザックの3騎士によって3つの都市が壊滅させられている。漫画版ではアデュー親子は人里離れた地にひっそりと住んでおり、ラーサー達は「魔族と戦う聖なる乗り手の血」を継ぐアデューが人目につかない様注意していた。漫画版の最終決戦では各地への情報伝達に活躍（つまりそれ程認知、信用された国家である）した他リーン達バルホル騎士団が参戦している。

#### エナール大陸
アースティア東南部の大陸でエジプト、アラビア系の文化を持つ。
ベガスシティ
砂漠の浮き水（蜃気楼ではなく実際に水の玉が浮いている）オアシスにある都市。ドノバン港への砂漠の海を進む船が出ている。
町の各所に水のミストルーンコントロール器が置かれ浮き水から給水する巨大給水機（50シン以上）による水の売買と交易によって栄えている。また、賭博場としても有名。悪党ベガスが給水機を牛耳りコップ1杯の水が100GG（大体ステーキ10枚分にあたる）に値上げするなど人々を苦しめていたがアデュー達に退治されている。
マキガイ島
ドノバン港から船が出ている巨大な貝殻の島。距離的には半日もあれば着けるがアデュー達が訪れた際は何十年に一度かの死神の霧に包まれ2、3日の通行止めとなっていた。定期的に浮き沈みを繰り返す特徴を持つため発見は困難。また、内部の洞窟は水がたまるため滑りやすく、女性では少々苦労する程の険しい道となっている。セラナン王達が側近ミリアスと共に身を隠していたが邪竜族が襲来、またガルデンとの戦闘で亀裂が入り島は水没している（王達は脱出）。近場にはバグダーラの港があり、アデュー達と別れたフローラは船の修理のためカッツェを乗せここに向かっている。
時の神殿
剣の大陸とエナール大陸の中間点、魔物の海の底にある神殿。古代文明の科学により建造され、古の記憶を映像として保存していた。聖騎士の剣が安置されており、TV版ではここでアデューは階級転位を果たし母と再会している。
原作者裏設定だが大地の千年紀の時代各地に古代図書館が建設されており、あるいはその一つの可能性もある。

#### シャドゥーム王国
アデューレジェンドIIの舞台。魔剣立つ呪われた永久凍土の大地にある機械技術の発達した王国。シャドゥーム城ではデューマ王の命により「リュー狩りの儀式」が行われている。

### 用語
アースティア
アデューたちが住む世界。遙かな古の時代に邪神と戦った末に勝利した善神が持っていたとされる巨大な剣が大陸の中心地に突き刺さっている。また、各地には様々な文化が栄え、中世のような町あり、北米西部のような町あり、と多種多様な文化が散見される。大陸の中には機械で動いていると思われるようなものまで存在する。季節の変化はあまり大きくない（ただし劇中の台詞から雪は降る様である）。訳は「大地の涙」、この地を豊かにした大海は善神の流した慈悲の涙であるという神話に由来する。大地の形はいわゆる地球平面説の世界で、面積は地球と同程度（太陽は東から昇り西に沈む。満ち欠けのある2つの月を持つ）。剣聖界とも表現される。ミスティックシールドと呼ばれる外界からアースティアを保護する結界が張られているが、千年に一度2つの月が重なり合う時期に効力が弱まってしまう欠陥を持つ。
アースブレード
大地の剣とも言われるアースティアの中心にある剣。地表に出ている部分だけで3000kmあるとされ、エンシルガットも貫通している。
一般的な認識は「真の勇者が集い競い合う地」という程度で剣がよく見える日は「剣晴れ」と表現され剣の輝きも含めて吉日とされる（平面世界なため基本的にどこからでも見える）。実際は邪竜族侵略の要所であり、防衛のために集った勇者たちの戦いが変化して伝えられた。
OVAではウォームガルデスの封じられた地ということもあり魔物が多く、ここに近付く程に封印の魔女の負担は増していく。漫画版は剣の守備隊として専門のリュー部隊が配備されており、初対面の聖騎士と対等に会話できるなど彼らの地位は決して低くはない。
柄頭には様々な神殿、町の遺跡がありOVA、漫画では力の宝珠が置かれている。
ミスト・ルーン
アースティアに存在する魔法力。アースティアの文明の中核を担い、一般的な魔法から機械の駆動まで幅広い用途を持つ。アニメでは緑の光で表現されている。機械の大陸エルドギアはアースブレードから発生するミスト・ルーンを全世界に循環する役目を担っている。ガソリンスタンドならぬミストスタンドも存在する。結晶化するため各地にミスト鉱石の鉱山が存在する。この鉱石は水をかけると反応を起こし発光、発熱する性質を持つため照明や発火にも使用されるが、純度の高い鉱山では安全上水の管理が極めて重要である。
ミスト
アースティアでの魔法を指す呼び名。火（ホノ）･水（フル）･風（ヒュ）･土（ジオ）の基本四系統に動（ウゴ）･雷（ライ）・光（キラ）を追加した七系統からなる。本編未使用だが音（オット）系も存在する。漫画版の基本設定では雷系は最も習得の難しい高位呪文系とされていた。基本的にそれぞれが6段階のレベルに分かれており、それぞれに闇に属するものが使える反呪文も存在する。漫画版の設定では三段階目の「ダース」レベルが人間が使用する限界点でそれ以上はリューの力を借りる、となっているがOVAにてパッフィーが生身で4段階目「グロス」を使用しているためあまり徹底された設定ではない様である。TV版では段階設定自体が使用されず、風の基本魔法「ヒュント」の強化版が「スーパーヒュント」であるなど単純化されている（シリーズ構成の判断によりTV化するにあたりこういった舞台設定はかなりシンプルな物になったという経緯がある）。雷雲を発生させ電撃を発するライ・クラウド、相手を大地と氷でつなぎ動けなくするフル・ゴオル・ジオン、防御魔法キラリアウォール、重力呪文（ガルフォース）など術者の複合、オリジナルな魔法も存在し、これらの研究も魔法使いの務めである。
ミラクル
アースティアでの僧侶の法術を指す呼び名。「奇跡」と呼ばれる。ミストが精霊に働きかけるものであるのに対してそれぞれの効果に対応した神に奇跡を願うものであるためか制御が難しい。使用する僧の位階にかなり厳格、また「僧はまず自らの力で可能な限り対処しなくてはならない」という思想を持つ。特に回復の奇跡は使用者の負担が大きく、場合によって死ぬ事もある程。レベル段階はほぼミストに準ずるがミストが「ヒュダース」に対して同レベルのミラクルが「ダースウォール」となる。
マイト
リューが使用する必殺技を指す呼び名。「秘術」と呼ばれる。ミスト、ミラクルが外部の力を集めるものであるのに対して己の闘気を高めて使用する。単に威力の高い技だけでなく、弾の弾道を自由に制御するなど特殊なものも存在する。秘術士（マイト・ミューザー）と呼ばれる専門職も存在するが確認されているエルドギアの秘術士モーフが「自立する小型リュー」であるため、リュー専門の技のようである。ミストの雷（ライ）系はこのマイトにとても近い技術。
リュー
アースティアの民が邪竜族に対抗するために作られた人型ロボット。意思があり、乗り手を選ぶ。乗り手の職業とリューの職業は必ずしも一致する必要はないが、相性の良し悪しは存在。必要な場合は乗り手を諌め、ある程度は単独活動も可能。劇中にはアデューたちのリュー以外にリュールークなどが登場した。現在のアースティアの技術では新たに作ることはできず（整備技師は存在する）、ソリッドはその代用品である。TV版ではA級リューは44体、他にB級リューが存在する。基本性能は召喚に使用する起動キイ（ミストロットや各種召喚アイテム）の性能によって変化し、より強力な起動キイを求める性質がある。動力源はミストルーンで大気から自力での吸収が可能だが、消費が激しい上にタンク容量が少ないらしく状況によってはソリッドの方が便利な場合もある。痛覚を乗り手と共有してしまうため命に関わるダメージを受けた際乗り手を強制排出するが、万一乗り手を乗せたままリューが力尽きてしまった場合閉じ込められてしまう危険もある。一人乗りの機体でも必要な場合は使用者以外を乗せることは可能。ある程度の自己再生能力を持ち、階級転位するとこれも強化される。リュープリーストによる治癒も可能だが限界があり、技師は不可欠。OVA版によれば古代の超機械文明によって開発された当初は心を持たないただのロボットであったが、神の血を引く命を与える一族によって魂を与えられている（原作者裏設定の年表においてもリューが開発された後に命を与える一族が現れたとしており、かなり初期から存在した設定だったようである。なお、機体を開発した者達自体はかなり早い時期に滅んでいる）魔族や邪竜族にとっては宿敵でもあり乗り手のいないリューは目の敵にして破壊し、リューを操る魔水晶やリューと乗り手を切り離す技など対策の研究に余念が無い。
リュー使い
リューの操縦者の意味。リューの側が乗り手をえらび悪人は基本的に乗る事はできない（リュー自身の性格によって例外有り）、リューの心を閉じ込める事で搭乗可能にする事もできる。
ミストロット
TV版および漫画版中盤から使用されるリューを封印しているタロット風のカード。OVAでは登場せず、剣や杖といった召喚アイテムを使用する。漫画では歴代の使い手の技の記憶装置でもあり、召喚アイテム機より性能的には上位である（雑誌掲載時はデザインが異なり、単行本でTV版に準じたデザインに修正されている）。単に「札（カード）」と呼ばれる事もある。札同士共鳴し合う性質を持ちリューロードのエネルギー吸収能力はこの共鳴を利用したもの。漫画版コレクターズエディション1巻の書き下ろし漫画で入手前のパッフィーがミストロットで召喚しているがこれは単純に作画ミスと公式HP掲示板上で原作者が発言している。
ソリッド
リューに乗れなかった人間を乗せるようにした簡易機械。脚部を備えるものと脚部が球体であるものとがある。駆動力は濃縮ミスト･ルーンをタンクに詰めて使用し、自力での吸収は不可能。ボディはドワーフによって作られ、魔法使いが魔法動力を込め完成する。武器は別の魔法職人が製作（所謂刀匠といった類も存在する）手作りに近い上に耐用年数は動力を込める時間に依存するので大量生産法は確立していない。リューと違いミストロットや召喚アイテムに格納はできない。基本的には背部に排気筒を持つのが特徴。また、外見上はソリッドであるが資料において「ザコリュー」という表記がされている機体も存在する。性能はリューに及ばないが乗り手の腕によって補う事は充分可能。町によっては駐車場ならぬ駐ソリッド場が整備されている。
ギャロップ
アースティアで一般的に移動に使用されている馬と鳥を合わせたような外見の生き物。「ヤキトリ」という発言から一応鳥類の扱いのようである。挙動の作画はダチョウを参考資料にしている。サルトビやカッツェの乗るギャロップは目つきが鋭い。
騎士道大原則
アデューがことある毎に大声で唱える一種の約束事。アデューを心から支えてきた心の指針である。漫画版ではこの他にもイズミの「僧侶の戒律」、カッツェの「商人の鉄則」等という風にそれぞれの職業別に様々な約束事が存在していた。TV版では道中誰かにふきこまれた物らしく、初期はカンニングペーパーを見ていた事もある（つまりそれだけまだ「身に染みてはいない」という事であろう）。バスタードに登場した魔戦将軍ブラド・キルスがこの大原則を語っている。
ドゥーム
邪竜族、魔族が作り出した人型ロボット。機体のどこかしらに瞳と尻尾を持ち合わせている。量産されている。動力システムが若干リューと異なっている。
TV版では両腕に付ける腕輪の様な物を胸の前で交差することで召喚する（漫画版でも同様の腕輪をリゲルが装備していた）。OVA版はリューと同じく剣などの召喚アイテムを使用する。
TV版ではまったく知られておらずリューと勘違いされる事もあった。漫画版ではリューの乗り手ならば大抵は知っている存在、また一般的にも混沌を連想させる言葉らしくカードの絵柄に使用されている。
精霊石【せいれいせき】
リューを階級転位するために必要な魔法石。アニメ版ではリューには必ず一個専用の物が存在する。剣や銃など専用の武具にはめられた緑色の宝玉という形をとる。また、マンガ版においてのみ階級が複数ある事やリュー自身も武具や札の数だけ上位種から量産型までたくさんいる事、ガルデンが「どうせ精霊石は一つではない」「最強の精霊石を手に入れた」との発言等からナイト系をパラディン（マスタークラス）まで引き上げる石、ナイト系をロード（アーククラス）まで引き上げられる石等のある程度のクラス別の専用性はあっても1体につき1つの専用ではない模様(1体1つという描写もない)。なお、同じくマンガ版においてのみ「コクーン」とルビが振られている。
宝珠
力の宝珠。OVA、漫画版にて登場する。先代勇者達がウォームガルデスを封じた際に分離した純粋な力の結晶。これ自体に善悪は無く、仮死状態のパッフィーを復活させOVAにおける精霊石の役目を果たしリューを階級転位させた。漫画ではア・ザカンが力を得るために利用している。ほぼ裏設定だが本来はフォルガー（後継者）の宝珠と呼ばれる神の力「真の宝珠」の模造品であり、ウォームガルデスが後に奪い自らの力としている。
階級転位【クラスチェンジ】
リューを上位的機体に変化させること。しかし、体力のみならず精神力も必要とし、アデューすら倒れることもしばしあった。機体によっては数回の使用で搭乗者が死亡するほどの負担を強いる。TV版ではクラスチェンジ後「バイフラウド」の呪文を使いこなす事でリューを飛行させる事ができるようになる（漫画、OVAでは機体によっては通常時でも飛行可能。また、操縦者の熟練によって飛行可能になるリューも存在する）。儀式などを必要とするがある程度ジョブチェンジも可能。コレクターズエディションAには「精霊石の莫大な力で乗り手とリューの（情報の書き換え：マトリクスのリライト）を行い、両者のパワーアップが諮られる。という記載がある。
破滅の文字盤
アデューレジェンドIIに登場。氷の中に眠っていたのをデューマ王が発見。多くのリューの魂と破滅的なエネルギーを吸収、デューマとロームを取り込みこの世を無とする怪物へと変化する。
滅びの剣の大地【ゴーン･ブレード】
漫画版での邪竜族の故郷。邪神メディットの振るっていた剣の残骸から生まれ出た世界で、不毛の大地と澱んだ空を持つ。剣邪界とも表現される。
エンシルガット
アースティアの下にある世界で神話の地とされる。OVA版における先代勇者達とウォームガルデスの出身地。
ほぼ裏設定だが六柱神以前の神々が最初に作り出した大地でありここで多くの生命が生まれた。善神と邪神の争いの場となり傷付いたエンシルガットの住民達を憐れみ、ソーディンが新たに作り出した大地がアースティアとされる。
ティア・ダナーン
アースティアとエンシルガットの中間にある世界。
カイオリス
ラジオドラマにおける、魔族たちの世界。
グィリーゴウ
アースティアとは別の次元にある「闇這う大地」。精霊族と共に神の言葉を守ってきた巨人族が闇竜ガークリィーと共に封印されている。原作者裏設定。
ティルガット
TV版本編から600年後、覇王大系リューナイト2の舞台。アースティアの神話を持つ緑豊かな大地。聖王都コーダヘッドの元老院によって統治され各地に王立学術院が建設。ティルガットを含む19の異境に移民が行われているが、各地で奇妙な巨石「グィリーの魔石」が発見されている。

## 放送リスト
| 話数 | 放送日        | サブタイトル                                           | 脚本     | 絵コンテ          | 演出     | 作画監督                      |
| ---- | ------------- | ------------------------------------------------------ | -------- | ----------------- | -------- | ----------------------------- |
| 1    | 1994年 4月5日 | 俺がアデューだ! 現れた騎士道ボーイ                     | 星山博之 | 川瀬敏文          | 越智浩仁 | そえたかずひろ 筱雅律（メカ） |
| 2    | 4月12日       | 忍者は味方? もう一人いたリュー使い                     | 星山博之 | 青木康直          | 青木康直 | 柳沢哲也                      |
| 3    | 4月19日       | パッフィー大活躍! 魔法使いのお姫さま                   | 面出明美 | 加瀬充子          | 加瀬充子 | 大島城次                      |
| 4    | 4月26日       | 騎士道まっしぐら ねらわれたリュー使い                  | 隅沢克之 | 土器手司          | 土器手司 | 西村誠芳                      |
| 5    | 5月3日        | 初めての敗北 森の中のすごい奴!                         | 桜井正明 | 越智浩仁          | 日下直義 | 千羽由利子                    |
| 6    | 5月10日       | アデュー再挑戦! 相手は強敵リューチーフ                 | 桜井正明 | 湊屋夢吉          | 湊屋夢吉 | 井口忠一                      |
| 7    | 5月17日       | 盗まれたリュー エルフの村の大災難                      | 星山博之 | 青木康直          | 青木康直 | 前田明寿                      |
| 8    | 5月24日       | 敵は美少女軍団! 大河の前で通せんぼ                     | 隅沢克之 | 加瀬充子          | 渡邊哲哉 | 柳沢哲也                      |
| 9    | 5月31日       | 恐怖のダンジョン リューナイトが動けない!?              | 面出明美 | 土器手司          | 土器手司 | 西村誠芳                      |
| 10   | 6月7日        | 地下宮殿の闘い 突破口をきり開け!!                      | 桜井正明 | 越智浩仁          | 越智浩仁 | 井口忠一                      |
| 11   | 6月14日       | 出現!邪悪の騎士 暗黒のリューナイト                     | 面出明美 | 湊屋夢吉          | 湊屋夢吉 | 大島城次                      |
| 12   | 6月21日       | ガルデンを倒せ! 氷の城の決戦!!                         | 面出明美 | 石原立也          | 吉村章   | 菱沼義仁 筱雅律（メカ）       |
| 13   | 6月28日       | 死霊がいっぱい 切り札はイズミ?                         | 桜井正明 | 青木康直          | 青木康直 | 前田明寿                      |
| 14   | 7月5日        | 出陣リュー侍! 武士道一直線!!                           | 星山博之 | 加瀬充子          | 加瀬充子 | 西村誠芳                      |
| 15   | 7月12日       | 再会!グラチェス 炎にかけた友情!!                       | 隅沢克之 | 土器手司          | 土器手司 | 井口忠一                      |
| 16   | 7月19日       | ゴブリンが出た!! 嘘つきカッツェの大儲け                | 桜井正明 | 貞光紳也          | 渡邊哲哉 | 柳沢哲也                      |
| 17   | 7月26日       | 奪われた王国! パッフィー悲しみの帰郷                   | 星山博之 | 越智浩仁          | 越智浩仁 | 山崎展義                      |
| 18   | 8月2日        | パフリシア城奪還!! うなれ!怒りの魔法剣                 | 隅沢克之 | 湊屋夢吉          | 湊屋夢吉 | 菱沼義仁 筱雅律               |
| 19   | 8月9日        | 秘境への扉 雲海の戦い                                  | 面出明美 | 川瀬敏文          | 吉村章   | 前田明寿                      |
| 20   | 8月16日       | パッフィーを救え イドロの魔の手                        | 隅沢克之 | 貞光紳也          | 青木康直 | 西村誠芳                      |
| 21   | 8月23日       | オアシスの罠 対決!!砂漠の機械城                        | 桜井正明 | 西村純二          | 渡邊哲哉 | 柳沢哲也 百瀬恵美子           |
| 22   | 8月30日       | 謎の美剣士登場 その実体は誰だハグ!?                    |          | 川瀬敏文          | 川瀬敏文 | 菱沼義仁                      |
| 23   | 9月6日        | 死を呼ぶ航海 アデュー父との再会                        | 星山博之 | 加瀬充子          | 加瀬充子 | 井口忠一                      |
| 24   | 9月13日       | 邪竜族降り立つ!! 恐るべき侵略者                        | 隅沢克之 | 越智浩仁          | 越智浩仁 | 重田敦司                      |
| 25   | 9月20日       | 見えた!時の神殿 聖騎士(パラディン)への道               | 面出明美 | 西村純二          | 鈴木行   | 前田明寿                      |
| 26   | 9月27日       | シュテルの猛攻!! 追い詰められたリューたち              | 桜井正明 | 湊屋夢吉          | 湊屋夢吉 | 西村誠芳                      |
| 27   | 10月4日       | できた!必殺剣 炸裂メテオザッパー!!                     | 星山博之 | 渡邊哲哉          | 渡邊哲哉 | 菱沼義仁 筱雅律（メカ）       |
| 28   | 10月11日      | 新しい仲間 謎のガンマン登場!!                          | 面出明美 | 青木康直          | 青木康直 | 柳沢哲也                      |
| 29   | 10月18日      | リューを呼ぶ罠! 一千年目の反撃                         | 面出明美 | 越智浩仁          | 越智浩仁 | 井口忠一                      |
| 30   | 10月25日      | 精霊剣を取り戻せ 剣豪VS月心!!                          | 伊東恒久 | 貞光紳也          | 吉村章   | 前田明寿                      |
| 31   | 11月1日       | 戦えサルトビ! よみがえる闇風伝説                       | 隅沢克之 | 青木康直          | 湊屋夢吉 | 西村誠芳                      |
| 32   | 11月8日       | 燃えろサルトビ! 爆烈丸フルパワー!!                     | 隅沢克之 | 鈴木行            | 渡邊哲哉 | 菱沼義仁                      |
| 33   | 11月15日      | 衝撃のパッフィー! 目覚めろリュー使い                   |          | 川瀬敏文          | 川瀬敏文 | そえたかずひろ                |
| 34   | 11月22日      | 出番だカッツェ! チビッコお宝大作戦                     | 桜井正明 | 西森章            | 西森章   | 柳沢哲也                      |
| 35   | 11月29日      | 勇者への試練 イズミ、師匠との対決!?                    | 伊東恒久 | 越智浩仁          | 越智浩仁 | 井口忠一                      |
| 36   | 12月6日       | ガルデンの悲劇 あばかれた黒衣の騎士                    | 面出明美 | 湊屋夢吉          | 湊屋夢吉 | 前田明寿                      |
| 37   | 12月13日      | 戦慄!新たなる敵 非情のドゥーム兵                       | 星山博之 | 青木康直          | 青木康直 | 西村誠芳                      |
| 38   | 12月20日      | 怒りのガルデン イドロ、最後の出撃                      | 隅沢克之 | 西森章            | 西森章   | 菱沼義仁                      |
| 39   | 12月27日      | 騎士ふたり アデューVSガルデン!!                        | 面出明美 | 渡邊哲哉          | 渡邊哲哉 | 西村誠芳                      |
| 40   | 1995年 1月7日 | 集まれリュー使い! 解けたアースティアの謎!!             |          | 川瀬敏文          | 吉村章   | 遠藤裕一                      |
| 41   | 1月10日       | 飛べ!パラディン 強敵ドゥームを倒せ!!                   | 星山博之 | 千葉大輔          | 勝亦祥視 | 千羽由利子                    |
| 42   | 1月17日       | グラチェスの決断 エルドギア壊滅!?                      | 星山博之 | 越智浩仁          | 越智浩仁 | 柳沢哲也                      |
| 43   | 1月24日       | 変身!マジドーラ リューウィザード登場!!                 | 伊東恒久 | 土器手司          | 土器手司 | 井口忠一                      |
| 44   | 1月31日       | リュー使いの運命（さだめ） 操られたダークナイト!!      | 面出明美 | 青木康直          | 青木康直 | 前田明寿                      |
| 45   | 2月7日        | ガルデンの決意 爆烈丸クラスチェンジ!!                  | 伊東恒久 | 西森章            | 西森章   | 菱沼義仁                      |
| 46   | 2月14日       | 守れアースティア 勇者達の道のり                        |          | 川瀬敏文          | 川瀬敏文 | 遠藤裕一                      |
| 47   | 2月21日       | 月心、最後の賭け! 大地の剣(アースブレード)を守れ!!     | 星山博之 | 湊屋夢吉 川瀬敏文 | 湊屋夢吉 | 西村誠芳                      |
| 48   | 2月28日       | 白き狼の叫び 灼熱のシャインバラム                      | 面出明美 | 渡邊哲哉          | 勝亦祥視 | 千羽由利子                    |
| 49   | 3月7日        | 閃光の中の兄妹 デリンガー執念の一撃!!                  | 桜井正明 | 越智浩仁          | 越智浩仁 | 柳沢哲也                      |
| 50   | 3月14日       | 立て!アデュー アースティア最大の危機!!                 | 伊東恒久 | 土器手司          | 土器手司 | 井口忠一                      |
| 51   | 3月21日       | 奇跡の大逆転!? 来たれ、リューの使い手たち!!            | 星山博之 | 青木康直          | 勝亦祥視 | 千羽由利子                    |
| 52   | 3月28日       | 輝け!光速の聖騎士(パラディン) アデュー、新たなる旅立ち | 星山博之 | 西森章            | 西森章   | 菱沼義仁                      |

## ネット局
| 放送対象地域  | 放送局             | 系列           | ネット形態 |
| ------------- | ------------------ | -------------- | ---------- |
| 関東広域圏    | テレビ東京         | テレビ東京系列 | 制作局     |
| 北海道        | テレビ北海道       | テレビ東京系列 | 同時ネット |
| 宮城県        | 東日本放送         | テレビ朝日系列 | 遅れネット |
| 山形県        | 山形放送           | 日本テレビ系列 | 遅れネット |
| 長野県        | テレビ信州         | 日本テレビ系列 | 遅れネット |
| 富山県        | チューリップテレビ | TBS系列        | 遅れネット |
| 石川県        | テレビ金沢         | 日本テレビ系列 | 遅れネット |
| 愛知県        | テレビ愛知         | テレビ東京系列 | 同時ネット |
| 大阪府        | テレビ大阪         | テレビ東京系列 | 同時ネット |
| 広島県        | テレビ新広島       | フジテレビ系列 | 遅れネット |
| 香川県 岡山県 | テレビせとうち     | テレビ東京系列 | 同時ネット |
| 福岡県        | TXN九州            | テレビ東京系列 | 同時ネット |
| 沖縄県        | 琉球放送           | TBS系列        | 遅れネット |

## 主題歌

### TVシリーズ
- オープニングテーマ
  1. 『Good-bye Tears』(1-28)（歌：高橋由美子 / 作詞：柚木美祐 / 作曲：工藤崇 / 編曲：岩本正樹）
  2. 『Run 〜今日が変わるMagic〜』(29-52)（歌：三重野瞳[5] / 作詞：佐藤ありす / 作曲：松原みき / 編曲：根岸貴幸）
- エンディングテーマ
  1. 『瞳にDiamond』 (1-28)（歌：三重野瞳 / 作詞：佐藤ありす / 作曲：保刈久明 / 編曲：根岸貴幸）
  2. 『終わらない季節（なつ）』(29-52)（歌：三重野瞳 / 作詞：佐藤ありす / 作曲：工藤崇 / 編曲：根岸貴幸）

### OVA版 アデュー・レジェンド
- オープニングテーマ
  1. 『風の翼』（歌：三重野瞳 / 作詞：佐藤ありす / 作曲：保刈久明 / 編曲：根岸貴幸）
- エンディングテーマ
  1. 『ポイント1』（歌：高橋由美子 / 作詞：柚木美祐 / 作曲：松原みき / 編曲：岩本正樹）

### OVA版 アデュー・レジェンドII
- エンディングテーマ
  1. 『夢にStay』（歌：三重野瞳 / 作詞：佐藤ありす / 作曲：松原みき / 編曲：根岸貴幸）

## 関連書籍類

### 商業発行物
- 集英社ムック 覇王大系リューナイト アニメスペシャル
- Vジャンプブックス（ゲームシリーズ） 覇王大系リューナイト ロードオブパラディン
- 新紀元社 覇王大系リューナイトメモリアルブック 09年12月発行

### 原作者発行同人誌
- 伊東岳彦ラフデザインコレクション 激燃力3
- 伊東岳彦ラフデザインコレクション 激燃力EX リューナイト記録全集
- 伊東岳彦ラフデザインコレクション 激燃力EX改訂版 Mile stone